# Зальцбург
За́льцбург (нем. Salzburg МФА: [ˈzalt͡sbʊɐ̯k]о файле, бав. Soizburg — Соляная крепость) — город в западной Австрии, столица федеральной земли Зальцбург. Четвёртый по величине город Австрии после Вены, Граца и Линца.
Площадь города составляет 65,65 км², население — 155 416 человек (1 января 2021), плотность населения — 2361 чел./км²
Центральная историческая часть Зальцбурга внесена в список Всемирного наследия ЮНЕСКО.

## География
Зальцбург находится приблизительно в 145 км к востоку от Мюнхена, в 300 км к западу от Вены и всего в пяти километрах от границы Германии. Высота над уровнем моря 424 метра.
Город расположен на берегах реки Зальцах, у северного подножья Альпийских гор.

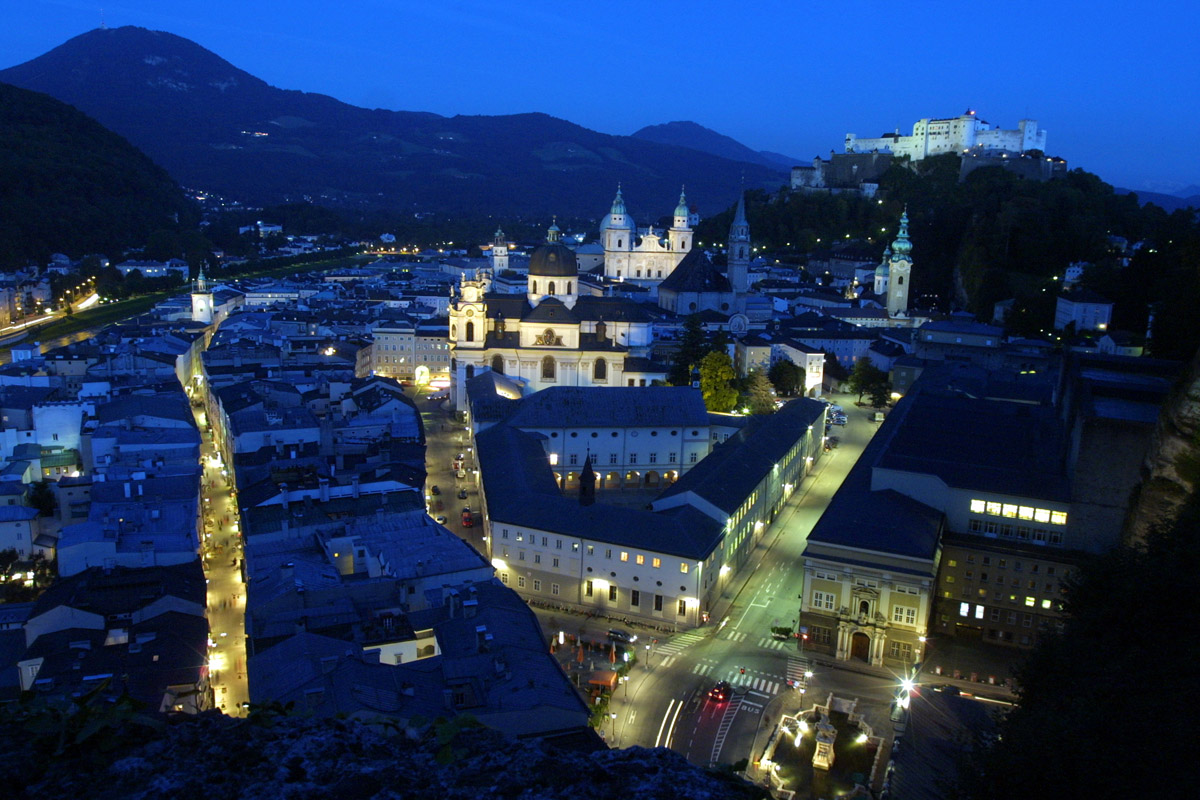
Вид на Зальцбург ночью

Горный пейзаж на юге контрастирует с расстилающимися к северу равнинами. Ближайший альпийский пик Унтерсберг (1972 метра) расположен всего в нескольких километрах от городского центра. Старый город, над которым возвышаются башни в стиле барокко и многочисленные церкви, расположен на левом берегу Зальцаха.

## Климат
| Показатель                    | Янв. | Фев. | Март | Апр. | Май  | Июнь | Июль | Авг. | Сен. | Окт. | Нояб. | Дек. | Год  |
| ----------------------------- | ---- | ---- | ---- | ---- | ---- | ---- | ---- | ---- | ---- | ---- | ----- | ---- | ---- |
| Средний суточный максимум, °C | 2,7  | 4,0  | 9,4  | 15,9 | 19,3 | 22,5 | 24,6 | 23,6 | 19,7 | 15,0 | 8,3   | 3,6  | 14,1 |
| Средняя температура, °C       | −0,5 | 0,5  | 4,9  | 10,5 | 14,1 | 17,6 | 19,4 | 18,7 | 15,2 | 10,5 | 5,0   | 0,8  | 9,8  |
| Средний суточный минимум, °C  | −3,1 | −2,9 | 0,3  | 5,0  | 9,0  | 12,8 | 14,5 | 13,8 | 10,6 | 6,0  | 1,8   | −2,1 | 5,5  |
| Норма осадков, мм             | 62   | 39   | 65   | 65   | 130  | 172  | 142  | 164  | 111  | 70   | 54    | 47   | 1120 |
| Источник: weatheronline       |      |      |      |      |      |      |      |      |      |      |       |      |      |

## История

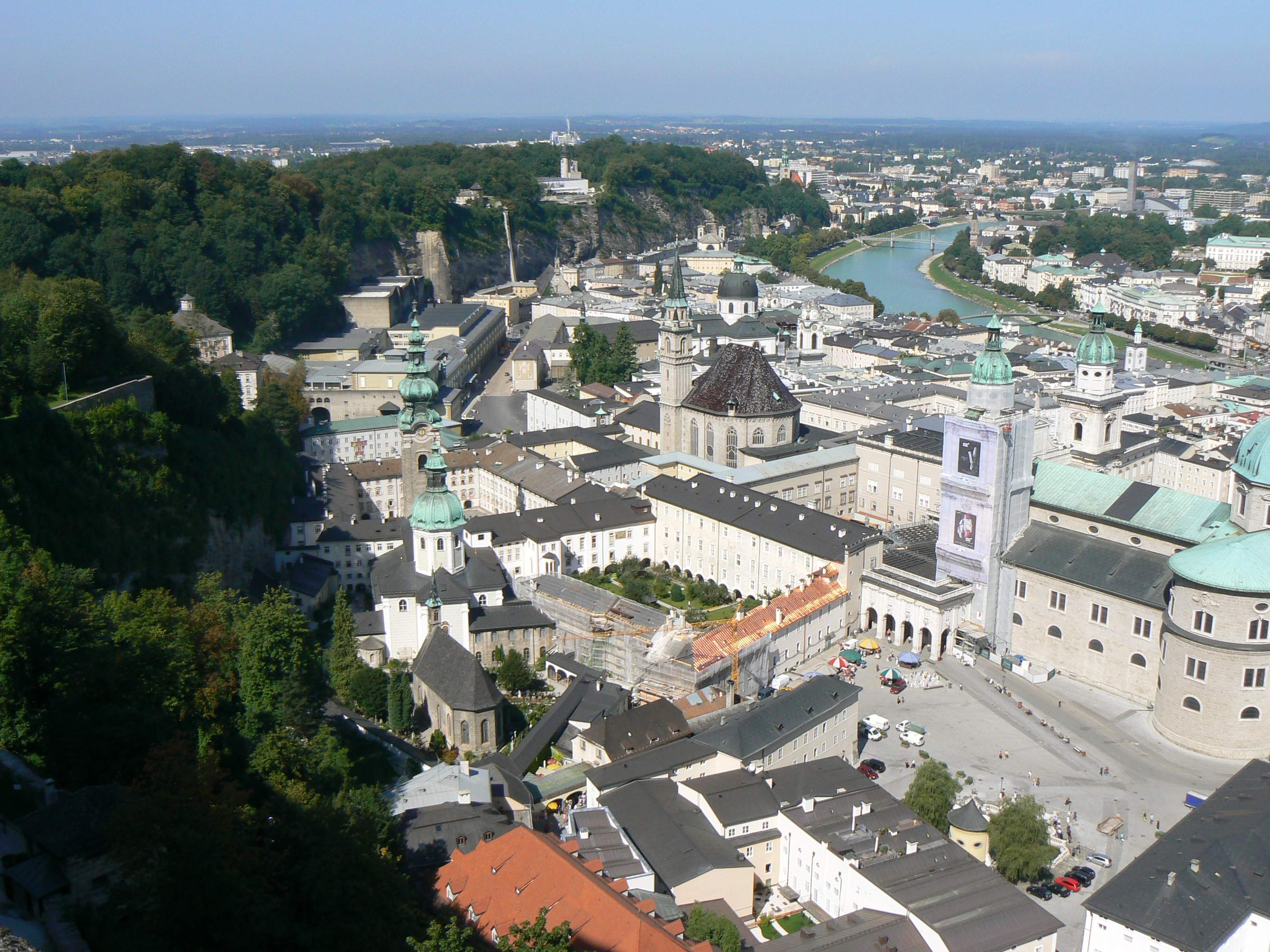
Панорама Зальцбурга

Поселение на месте современного Зальцбурга существовало, как показывают археологические раскопки, со времён неолита. Позже здесь располагалось кельтское поселение, которое в I веке до н. э. было завоёвано римлянами. В 45 года н. э. образована колония Ювавум в районе современного Зальцбурга, которая стала одним из главных населённых пунктов римской провинции Норик. В 477 году вождь ругиев Одоакр во главе союзной армии ругиев, гепидов, готов и герулов, по легенде, взял город Ювавум и казнил Св. Максима и 50 его учеников.

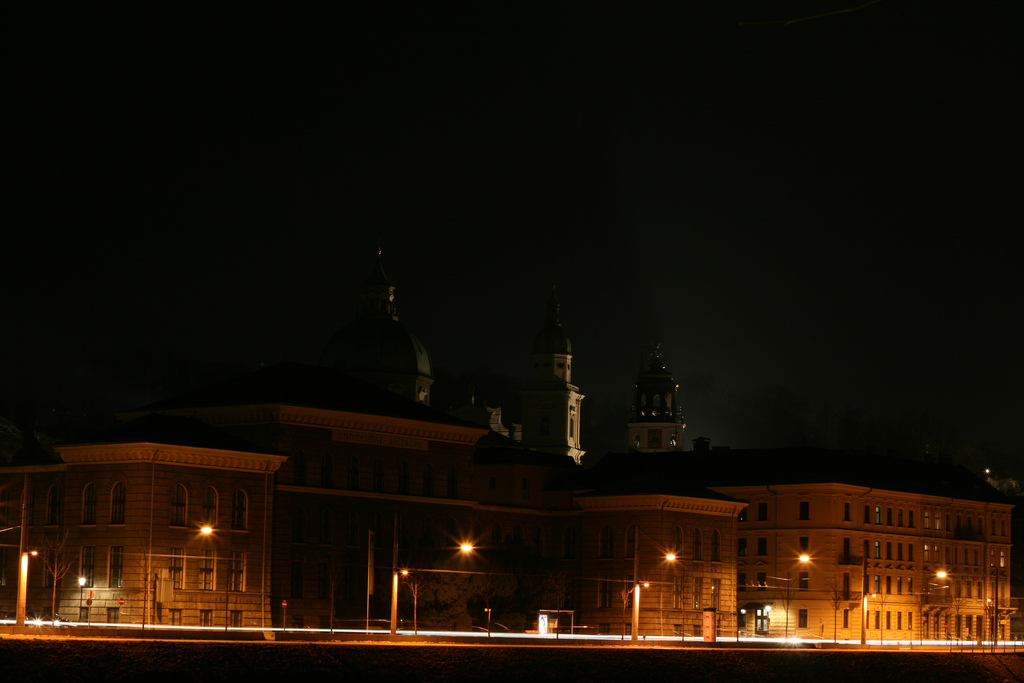
Ночной Зальцбург

В 696 году баварский герцог пожаловал эти земли епископу Руперту (впоследствии причисленному к лику святых). Он основал здесь около 700 года два монастыря, сохранившихся до наших дней и ставших ядром будущего города: мужское бенедиктинское аббатство Святого Петра и женский монастырь Ноннберг.
В 739 году город стал епископской резиденцией, в конце VIII века при епископах Виргилии и Арно он стал центром миссионерской активности христианской церкви в альпийском регионе. С этих же времён город носит имя Зальцбург, которым обязан многочисленным месторождениям соли в округе. В 798 году зальцбургских епископов повысили в статусе и они стали архиепископами.
В 1077 году на горе над городом была построена крепость Хоэнзальцбург, которую впоследствии многократно перестраивали.

### Княжество Священной Римской империи

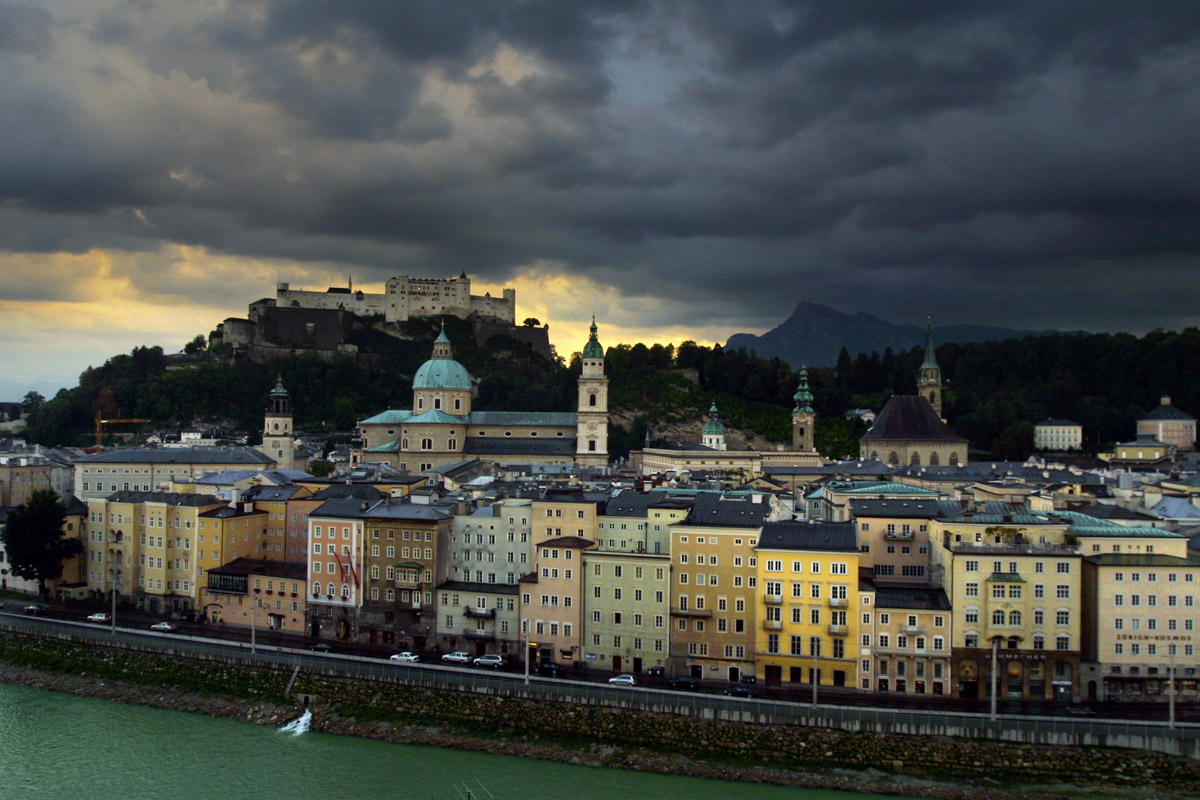
Старый город и Хоэнзальцбург

В 1278 году архиепископство было признано суверенным княжеством Священной Римской империи и постепенно превратилось в относительно независимое клерикальное государство. Окончательно независимость от Баварии была установлена в XIV веке, в это же время эпидемия чумы унесла почти треть населения города.
Власть князей-архиепископов продолжалась до 1803 года, в периоды расцвета владения Зальцбурга простирались далеко за пределы нынешней федеральной земли Зальцбург.
Наивысшего расцвета княжество достигло в конце XVI — начале XVII века. При архиепископах Вольфе Дитрихе фон Райтенау, Маркусе фон Хоэмесе и Парисе Лодроне город был сильно перестроен под руководством итальянских архитекторов, после чего приобрёл заслуженную славу одной из столиц европейского барокко. В 1622 году в городе был основан университет, закрытый в 1810 году и вновь открытый в 1963 году. В 1628 году построен городской собор, в 1767 прорублен один из старейших в Европе дорожных туннелей под горой Мёнхсберг.
Успешно развивались ремёсла, пивоварение. Первая пивоварня была открыта ещё в 1492 году (пивоварня Stiegl-Brauwelt). однако главным источником доходов города было производство и продажа соли.
В годы реформации Зальцбург был одним из главных оплотов католицизма в немецких землях, в 1731 году все протестанты были изгнаны из города.

### Период наполеоновских войн

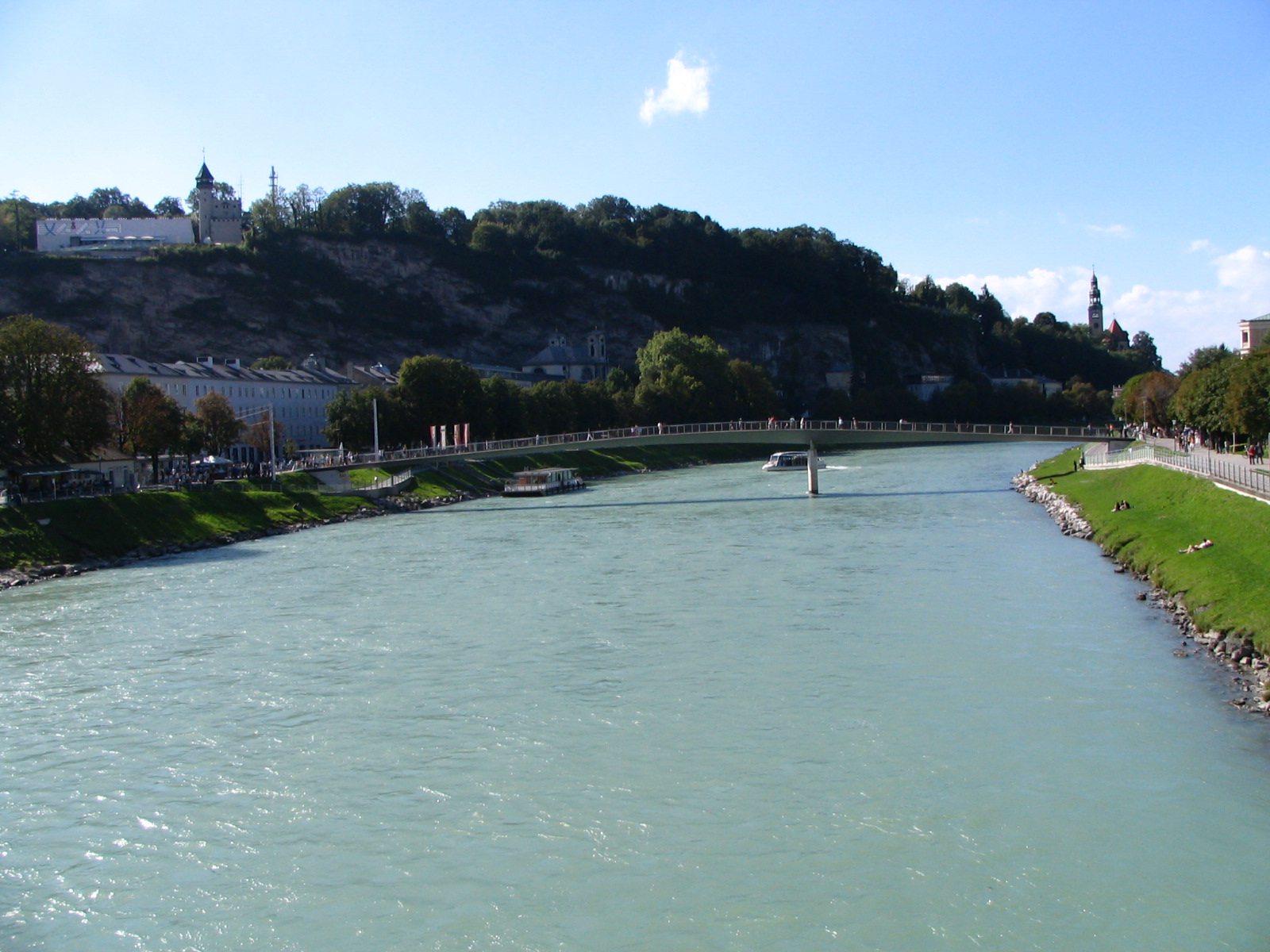
Река Зальцах в черте города

С началом наполеоновских войн княжество прекратило своё существование.
В 1803 году в рамках германской медиатизации из бывшего Зальцбургского архиепископства было создано курфюршество для Фердинанда III, бывшего Великого герцога Тосканского, у которого Наполеон I отнял земли и создал на них Королевство Этрурия.
В 1805 году, в соответствии с условиями Пресбургского мира, та часть территории курфюршества, которая ранее была архиепископством, вошла в состав Австрийской империи.
В 1810 году город был передан Баварии, но в 1816 году по решению Венского конгресса Зальцбург вошёл в состав Австрии.
18-23 августа 1867 года в Зальцбурге проходила встреча между Францем Иосифом и Наполеоном III.
В 1938 году в результате аншлюса в Зальцбург вошли немецкие войска. Во время Второй мировой войны город несколько раз подвергался бомбардировкам союзников, однако практически все достопримечательности остались невредимыми.
Зальцбург был освобождён войсками США 5 мая 1945 года. После войны он был центром американской оккупационной зоны.

## Персоны

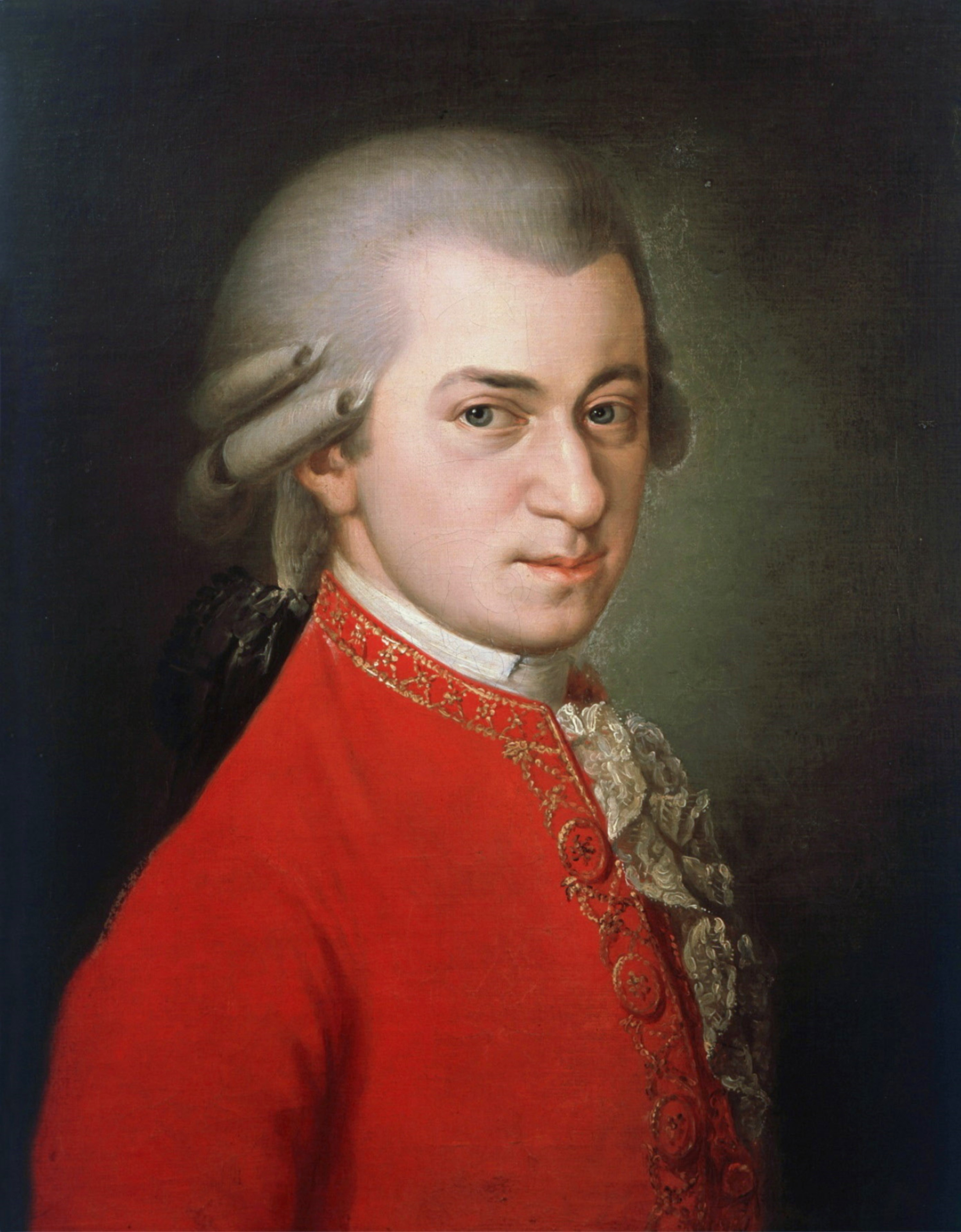
В. А. Моцарт

Университет музыки имени Моцарта

- Святой Руперт — основатель аббатства, с которого начался рост Зальцбурга, покровитель города.
- Святой Виргилий — настоятель аббатства Св. Петра (745—784), покровитель города.
- Парацельс — врач и алхимик.
- Генрих фон Бибер (1644—1704) — австрийский композитор и скрипач-виртуоз, с 1670-х годов и до самой смерти был капельмейстером при дворе зальцбургских архиепископов.
- Михаэль Гайдн — композитор, долгое время жил и сочинял в Зальцбурге, где и скончался в 1806 году.
- Вольфганг Амадей Моцарт — родился 27 января 1756 года в старом городе Зальцбурга, позднее семья Моцартов переехала на правый берег. Моцарт жил там в период 1773—1780 годов.
- Леопольд Моцарт — известен главным образом, как отец Вольфганга Амадея Моцарта, тем не менее его собственный вклад в музыку был весьма значителен. Прожил бо́льшую часть жизни в Зальцбурге, похоронен около церкви Святого Себастьяна.
- Лайб, Конрад — австрийский художник поздней готики.
- Кристиан Доплер — математик и физик. Открыл эффект изменения длины волны, испускаемой движущимся источником, названный в его честь Эффектом Доплера.
- Герберт фон Караян — австрийский дирижёр. Родился, учился и жил в Зальцбурге.
- Стефан Цвейг — австрийский писатель. Жил в Зальцбурге с 1918 по 1934 год.
- Георг Тракль — поэт, родился в Зальцбурге в 1887 году, прожил в городе большую часть жизни.
- Ганс Зедльмайр — историк искусства, профессор Зальцбургского университета в 1965—1984 годах.
- Томас Бернхард — австрийский писатель. Жил в Зальцбурге, играл в театре Моцартеума.
- Эберхард Хопф — математик, родился в Зальцбурге в 1902 году.
- Роланд Ратценбергер — австрийский автогонщик Формулы-1, родился и вырос в Зальцбурге. Погиб в 1994 году во время квалификации Гран-При Сан-Марино.
- Готфрид фон Эйнем — австрийский композитор.
- Генрих Крамер (Генрикус Инститор) — инквизитор, автор трактата «Молот ведьм». В 1493—1495 преподавал Священное Писание в Зальцбургском университете.
- Тобиас «Тоби» Райзер[нем.] — композитор, дирижёр и музыкант, считается изобретателем «Штубнмузи», популярного в Баварии и Тироле направления в народной музыке. Долгое время жил и работал в Зальцбурге.|  | Список примеров в этой статье не основывается на авторитетных источниках, посвящённых непосредственно предмету статьи. Добавьте ссылки на источники, предметом рассмотрения которых является тема настоящей статьи (или раздела) в целом, а не отдельные элементы списка. В противном случае список примеров может быть удалён. (9 февраля 2020) |

## Достопримечательности

### Старый город

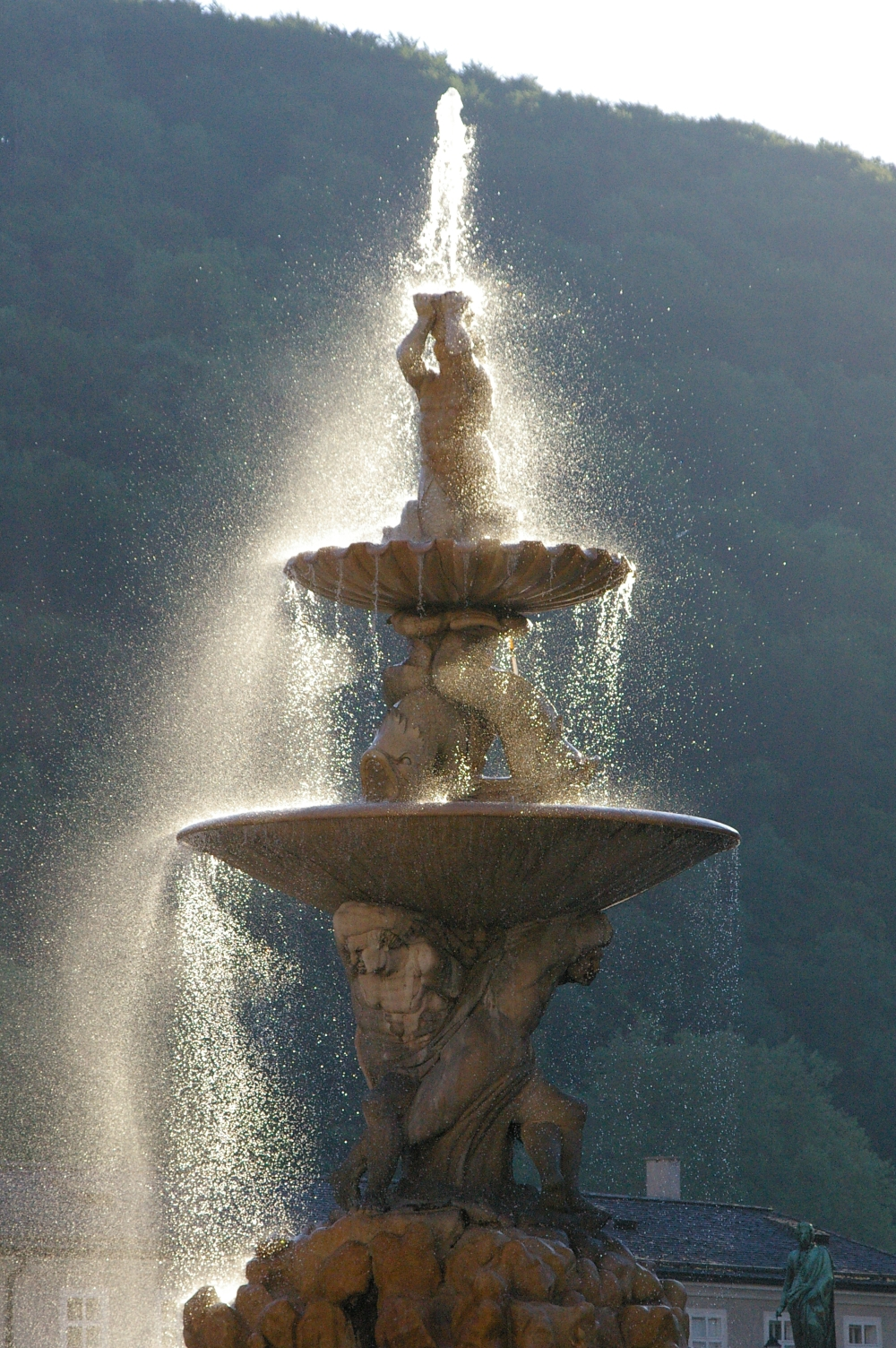
Фонтан Резиденцбруннен

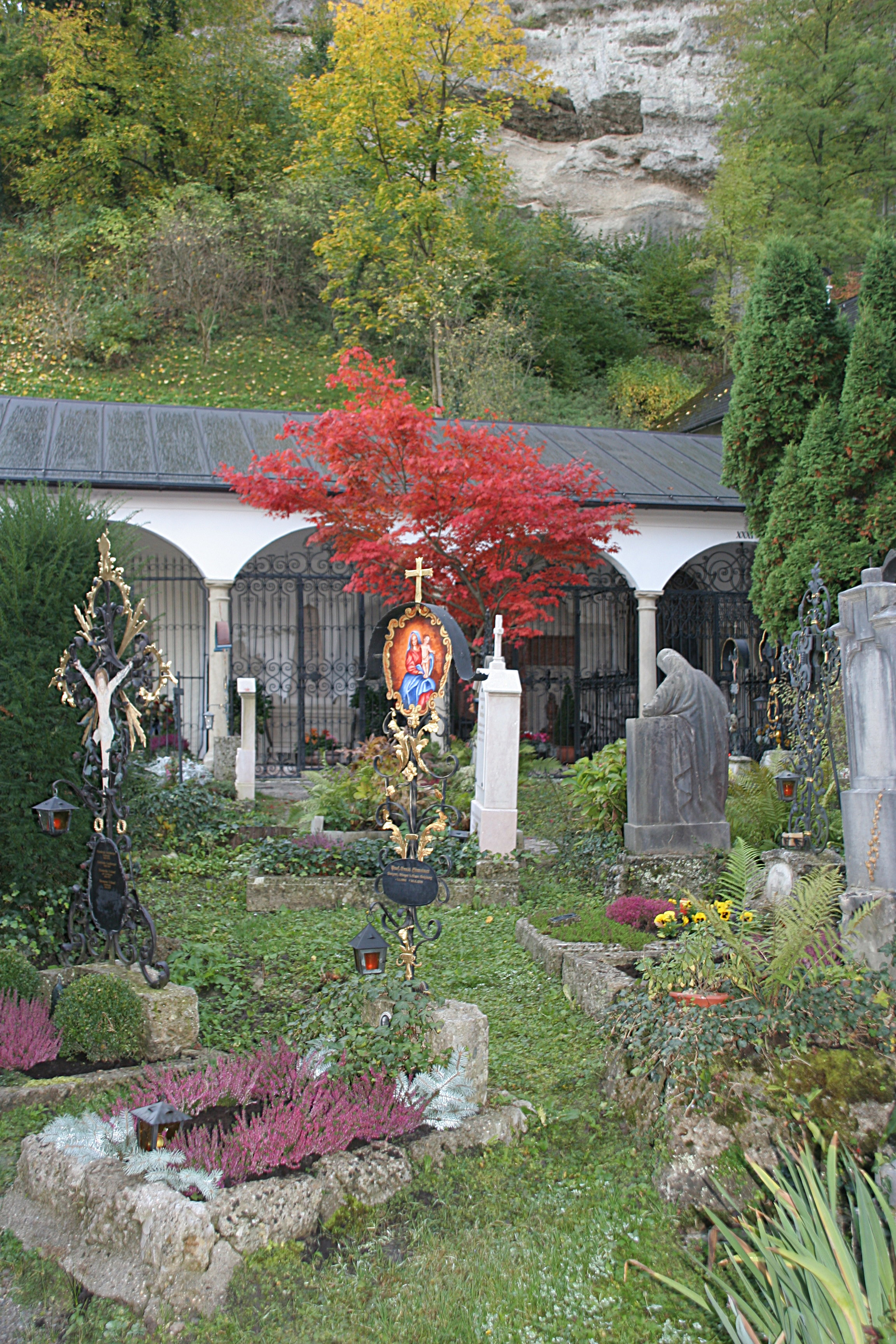
Кладбище Святого Петра

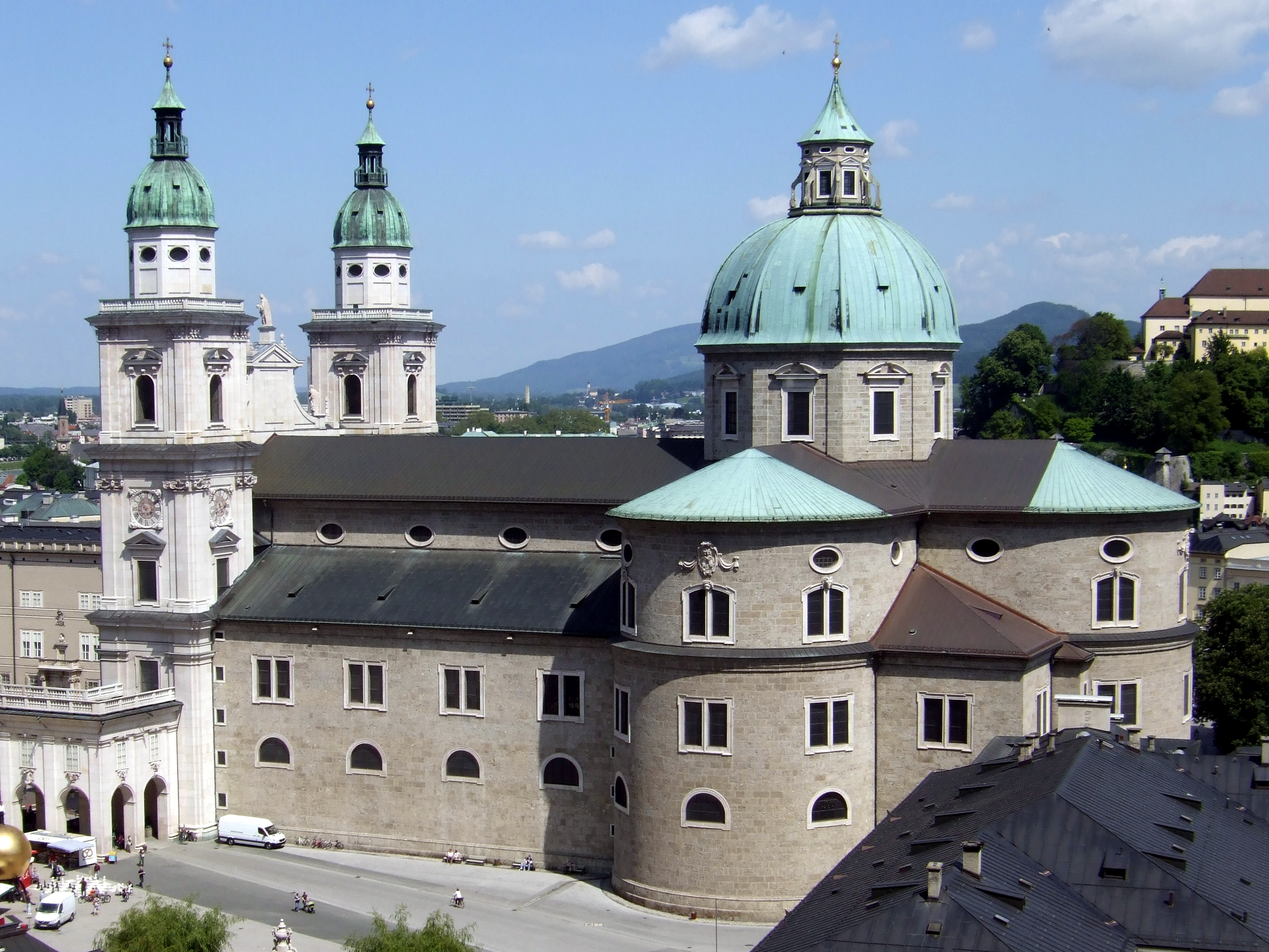
Собор святых Руперта и Виргилия

Старый город расположен на левом берегу Зальцаха на узкой полосе между рекой и скалистыми горами Мёнхсберг (горы монахов) и Фестунгберг (горы крепости), на которой находится крепость Хоэнзальцбург.
- Резиденцплац. Центральная площадь старого города. Облик площади сформировался в начале XVII века, в ходе перестройки города под руководством итальянских архитекторов.
  - Старая резиденция архиепископа. Находится на западной стороне площади. Построена в 1619 году, роскошные внутренние интерьеры создавались вплоть до середины XVIII века. На третьем этаже находится музей «Галерея резиденции» — собрание средневековой европейской живописи.
  - Новая резиденция. Расположена напротив Старой резиденции. Построена в 1602 году, первоначально была гостевым домом епископа. На башне Новой резиденции установлены старинные часы (1873 год) и 35 колоколов (1705 год). В здании находится музей Заттлера, главным экспонатом которого является панорама города, созданная Заттлером в 1824—1828 годах. Планируется перевод в Новую резиденцию музея «Каролино-Августеум».
  - Фонтан Резиденцбруннен (Residenzbrunnen). Находится в самом центре площади, создан в 1661 году.
- Бенедиктинское аббатство Святого Петра (Stift Sankt Peter). Основано Святым Рупертом около 690 года, с чего началось развитие города. Функционирует в качестве мужского монастыря до настоящего времени. До 1100 года в аббатстве располагалась резиденция архиепископа. Располагается у подножия горы Мёнхсберг. Отдельные части аббатства и монастырский собор открыты для посещения туристами.
  - Собор Святого Петра (Stiftskirche Sankt Peter) в аббатстве построен в 1143 году, прочие здания аббатства — в XVII—XVIII веках, впрочем, собор в этот период также был перестроен в стиле барокко, хотя отдельные черты романского стиля угадываются в его архитектуре до сих пор. Собор украшен замечательными картинами и лепниной, в правом нефе захоронены мощи Святого Руперта.
  - Катакомбы (Katakomben) вырублены в отвесной стене горы Мёнхсберг, к которой примыкает аббатство. В пещерах жили отшельники раннехристианской эпохи, ещё до основания аббатства. В узком пространстве между скалой и боковой стеной собора Святого Петра зажато крошечное, но очень древнее кладбище, на котором хоронили монахов аббатства.
- Кафедральный собор (Salzburger Dom). Первое церковное здание на этом месте, небольшая базилика, была освящена ещё епископом Виргилием в 774 году. В 1200 году на её месте был построен собор в романском стиле, полностью сгоревший в 1598 году. В 1614—1628 годах было возведено нынешнее здание, ставшее первым барочным собором в немецкоязычных землях. Купол собора обрушился во время бомбардировок 1944 года. Это стало единственным серьёзным ущербом, который война причинила достопримечательностям города. Восстановление собора закончилось в 1959 году. Башни собора имеют высоту 79 метров. Около дверей установлены статуи покровителей города Святых Руперта и Виргилия, держащих в руках копию собора и бочку с солью. В южной части собора музей, экспонирующий предметы церковного искусства и экспонаты коллекции архиепископа.
- Францисканская церковь (Franziskanerkirche). Третий большой храм старого города, расположен рядом с аббатством Святого Петра. Архитектура в целом барочного храма несёт в себе элементы романского стиля и готики. Построена в 1223 году, несколько раз перестраивалась.
- Коллегиенкирхе (Kollegienkirche). Бывшая университетская церковь, построена в 1707 году. В здании расположен музей.
- Улица Гетрайдегассе (Getreidegasse). Небольшая старинная улочка, идущая от Резиденцплаца через весь старый город. На улице находится дом, где родился В. А. Моцарт. Любимое место прогулок туристов.

### Хоэнзальцбург

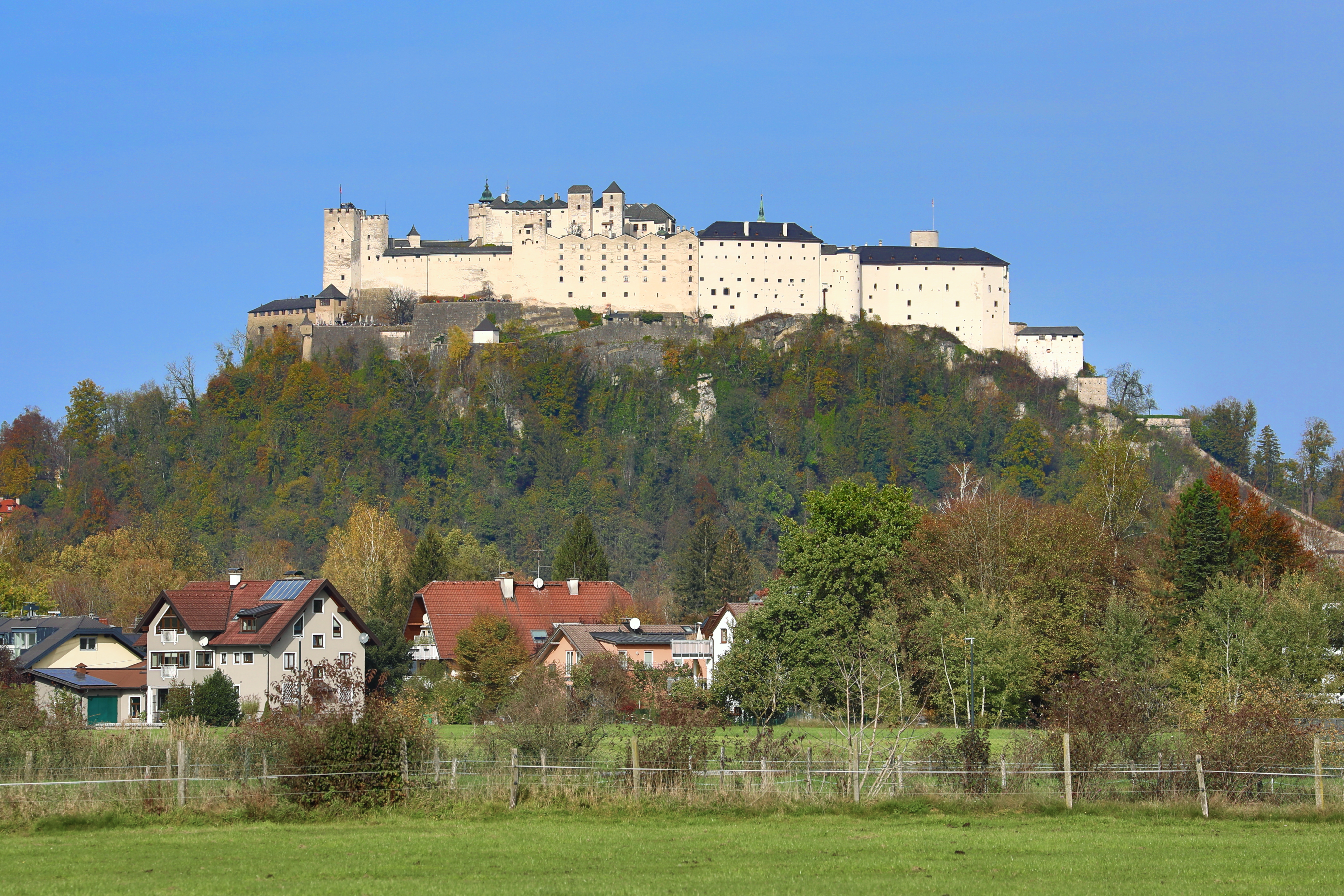
Хоэнзальцбург

Крепость Хоэнзальцбург (Hohensalzburg) стоит на вершине горы Фестунгсберг, на высоте 120 метров над уровнем города. Из неё открывается великолепный вид на Зальцбург.
Крепость одна из крупнейших из целиком сохранившихся средневековых крепостей Европы, её площадь 30 тысяч м². Добраться до крепости можно либо на фуникулёре из Старого города, либо пешком.

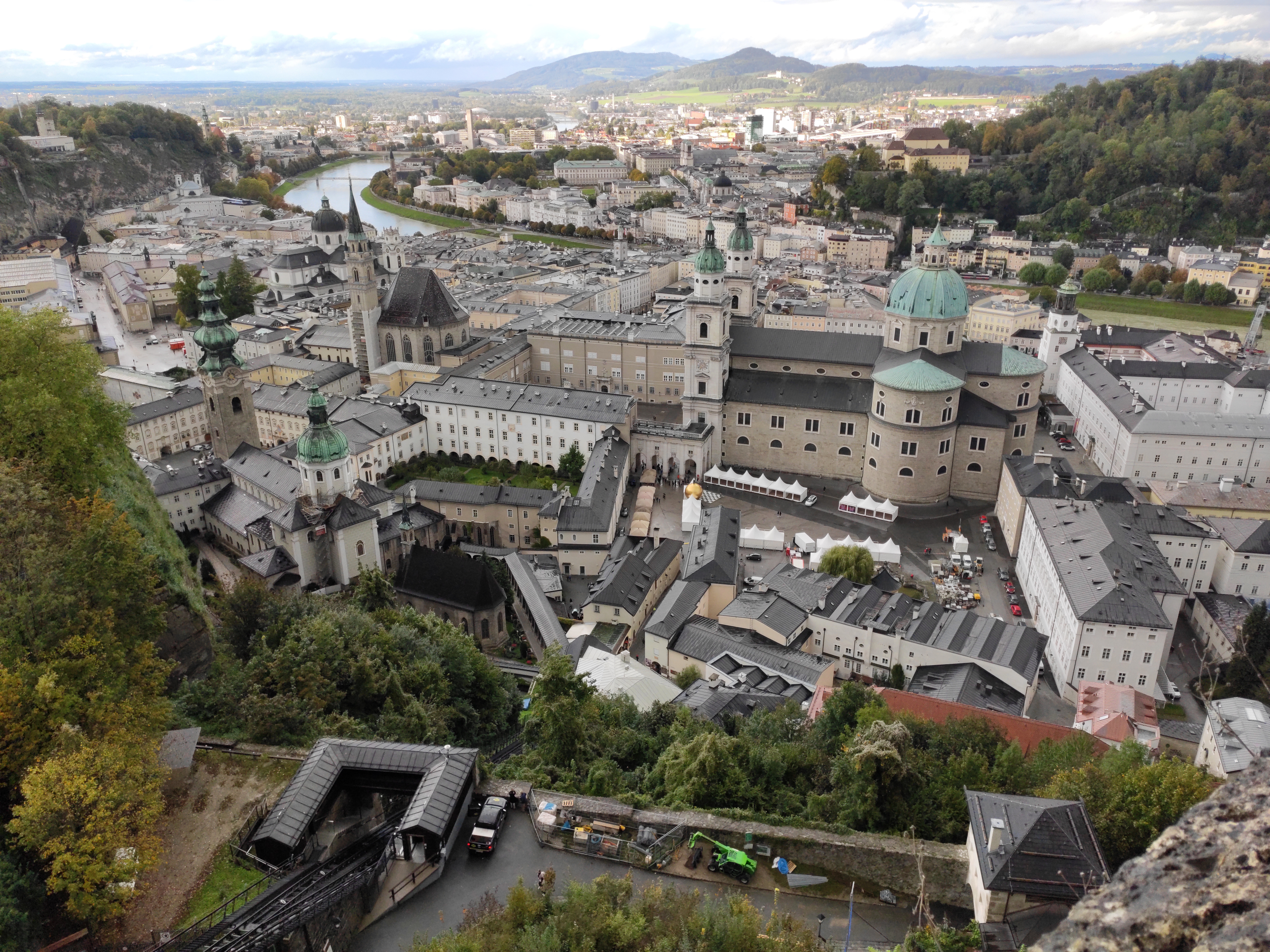
Зальцбург, вид из замка

В 1077 году здесь был построен романский замок, от которого сохранился лишь фундамент. Он многократно перестраивался и укреплялся, пока не превратился в мощную крепость. Свой нынешний вид Хоэнзальцбург в общих чертах приобрёл в XVI веке. Крепость пережила лишь одну осаду за историю, в 1525 году её окружили восставшие крестьяне. Укрывшиеся за стенами горожане выдержали 61-дневную осаду.
- Дворец. До постройки здания Резиденции в Старом городе архиепископы жили в крепостном дворце, среди роскошных комнат княжеских покоев особенно примечательна Золотая комната. В башне дворца расположен самый старый и известный орган города «Зальцбургский бык».
- Крепостной музей. Представлены экспонаты по истории города, крепости, военной истории Австрии. Большая коллекция оружия разных эпох.
- Монастырь Ноннберг. Женский монастырь, основанный Святым Рупертом, как и мужское аббатство Святого Петра. Первой настоятельницей монастыря была Святая Эрентрудис, племянница Святого Руперта. Ноннберг — самый старый действующий женский монастырь в немецкоязычных странах. Для туристов открыта только монастырская церковь.

### Правый берег

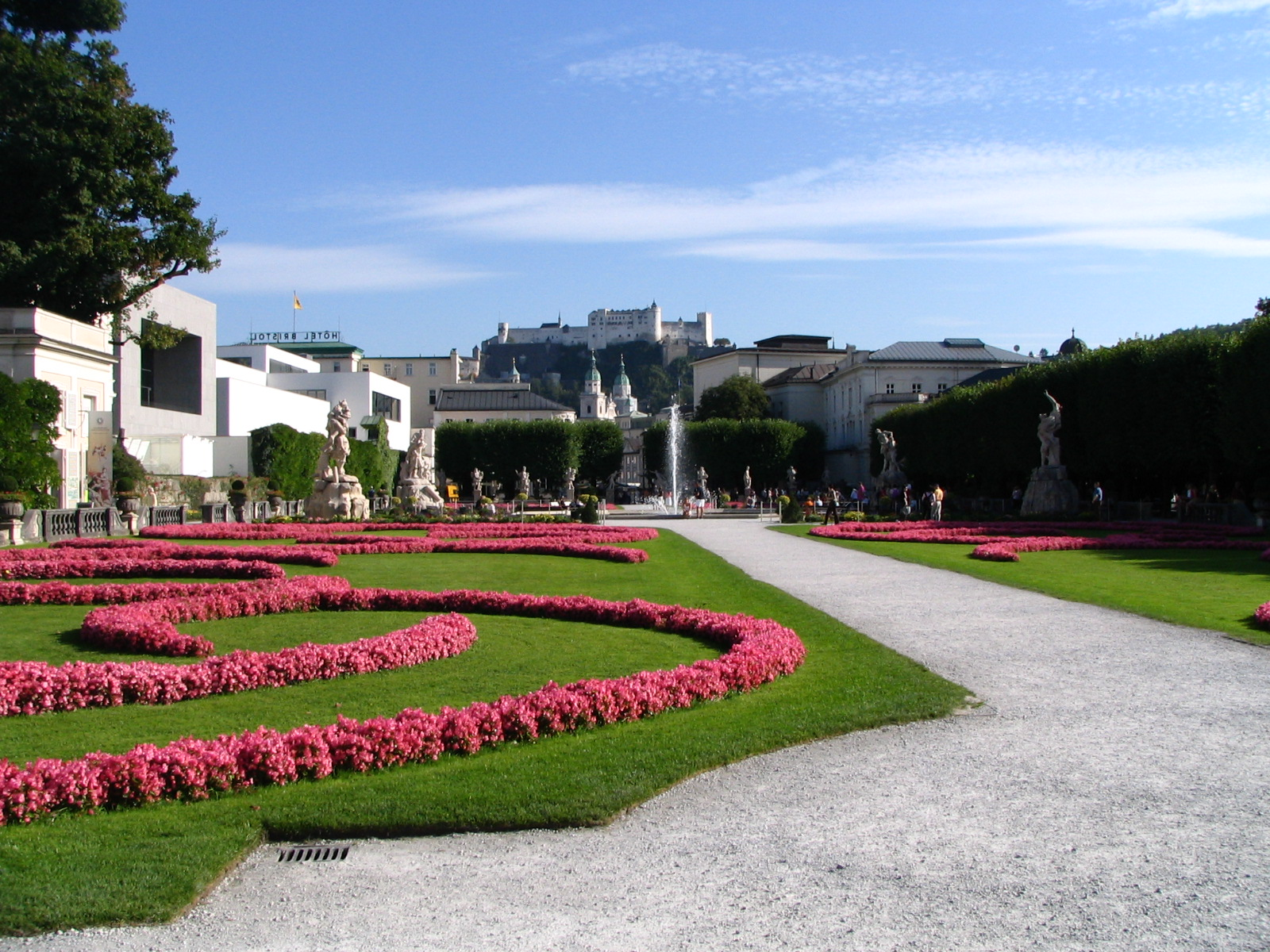
Сад Мирабельгартен

Правый берег или Новый город начал застраиваться в конце XVII — начале XVIII века, когда городу стало тесно на левом берегу.
- Парк Мирабельгартен. Спроектирован в 1690 году И. фон Эрлахом. Великолепный образец европейского садово-паркового искусства. На его территории находится самый красивый в Европе (по некоторым заявлениям в мире) Дворец Бракосочетаний.
  - Дворец Мирабель, построен в 1606 году, с тех пор не раз перестроен. Сейчас резиденция городского бургомистра.
  - Музей барокко. Расположен в здании садовой оранжереи.
  - Сад карликов. В 1715 году в парке были установлены 28 забавных фигур карликов. Впоследствии они удалялись из сада правителями, считавшими их слишком уродливыми и несерьёзными, однако позднее возвращались на место. Несколько фигур были утеряны.

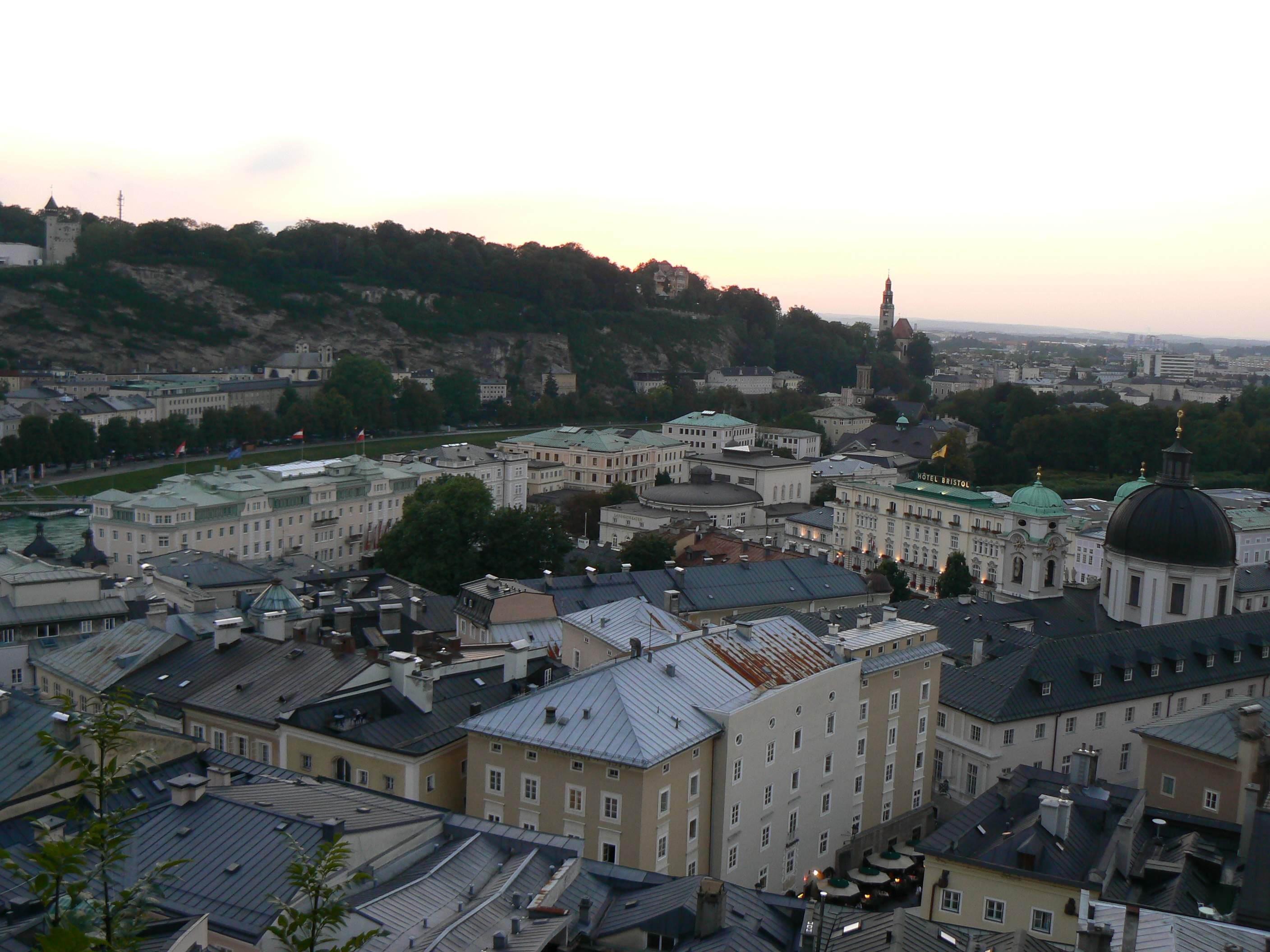
Вид на Зальцбург с горы Капуцинов

- Гора Капуцинерберг. Живописная, покрытая лесом гора Капуцинов возвышается над рекой и новым городом. Высота 214 метров. На вершине находятся смотровая площадка и аббатство капуцинов. Несколько в стороне от вершины расположена вилла Стефана Цвейга. На гору из города ведут два оригинальных пути: лестница, проходящая прямо через дома, построенные на склоне горы и серпантин, вдоль которого расположены часовенки, посвящённые Страстям Христовым.
- Дом Моцарта. Дом, в котором Моцарт жил в 1773—1780 годах. В 1781 г. он переехал в Вену, а его отец продолжал жил в этом доме до самой смерти. Сейчас в здании находится музей.
- Моцартеум. Большое здание в стиле модерн, законченное в 1914 году. В нём размещаются музыкальный университет, театрально-концертный зал, библиотека и международный культурный фонд «Моцартеум».
- Улица Линцергассе. Главная прогулочная улица правого берега. На улице находится церковь Святого Себастьяна, построенная в 1512 году. На кладбище при церкви похоронены Парацельс, отец В. А. Моцарта Леопольд Моцарт и самый известный архиепископ Зальцбурга Вольф Дитрих фон Райтенау.

### Окрестности города

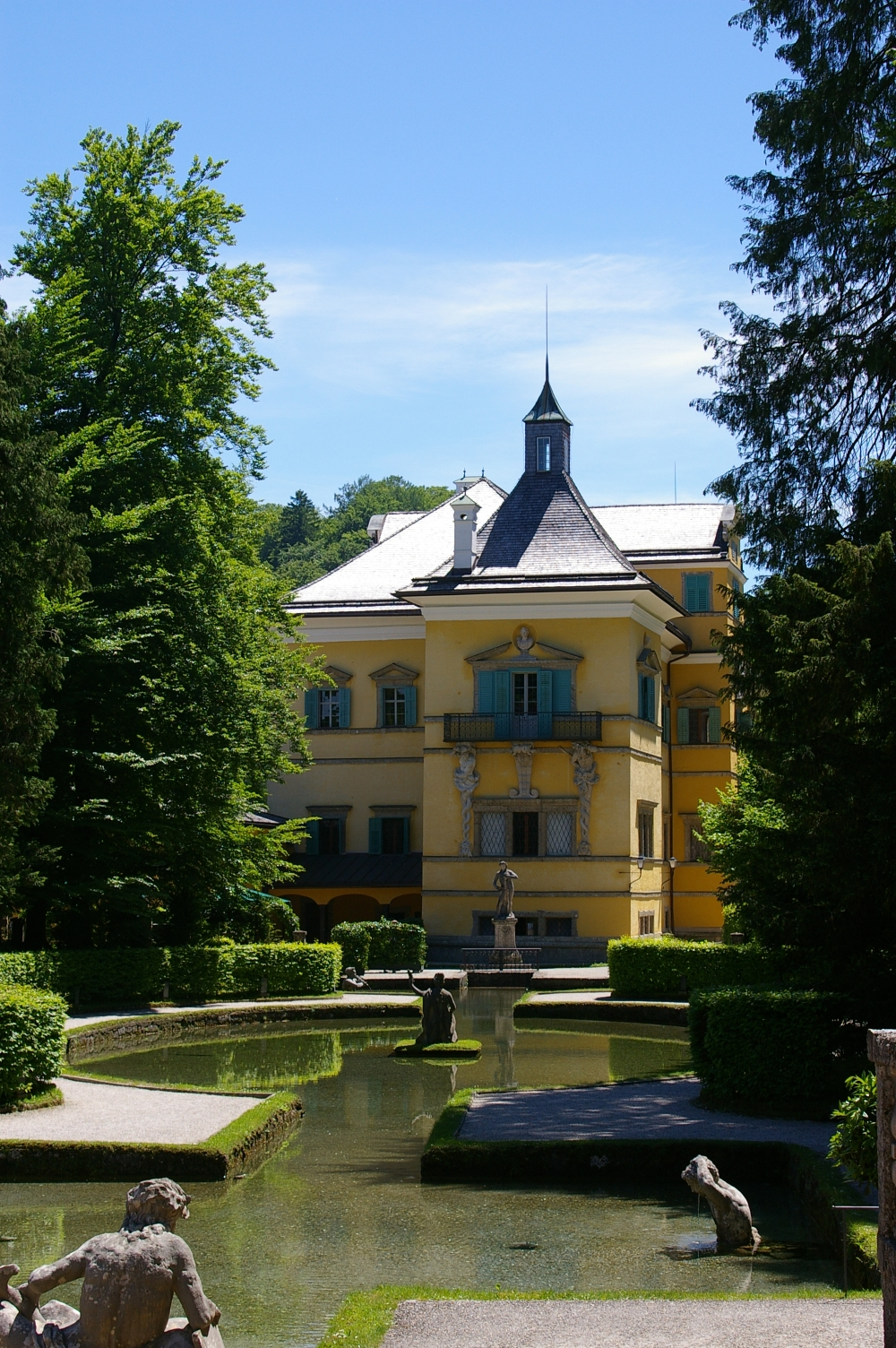
Дворец Хельбрунн

- Замок Хельбрунн — дворец и парк в 6 километрах к югу от Зальцбурга. Служил летней резиденцией архиепископа.
  - Дворец Хельбрунн построен в 1613—1615 гг. по проекту итальянского архитектора С. Солари в стиле раннего барокко. Сохранилась настенная и потолочная живопись XVII века.
  - Механический театр. Создан в 1752 году и являлся чудом техники того времени. 256 механических фигур моделируют жизнь миниатюрного города.
  - Дворец Маунтшлосс. Построен в 1615 году, использовался в качестве охотничьего павильона. С 1924 года в нём располагается Зальцбургский этнографический музей.
  - Каменный театр. Старинная открытая театральная площадка (1617 год)

## Культура

### Музеи
- Крепость Хоэнзальцбург.
- Музей кафедрального собора.
- Музей «Каролино-Августеум». В музее отображено историко-культурное развитие земли Зальцбург с древних времён до наших дней. Назван в честь Каролины Августы, жены австрийского императора Франца I.

- Галерея Резиденции.

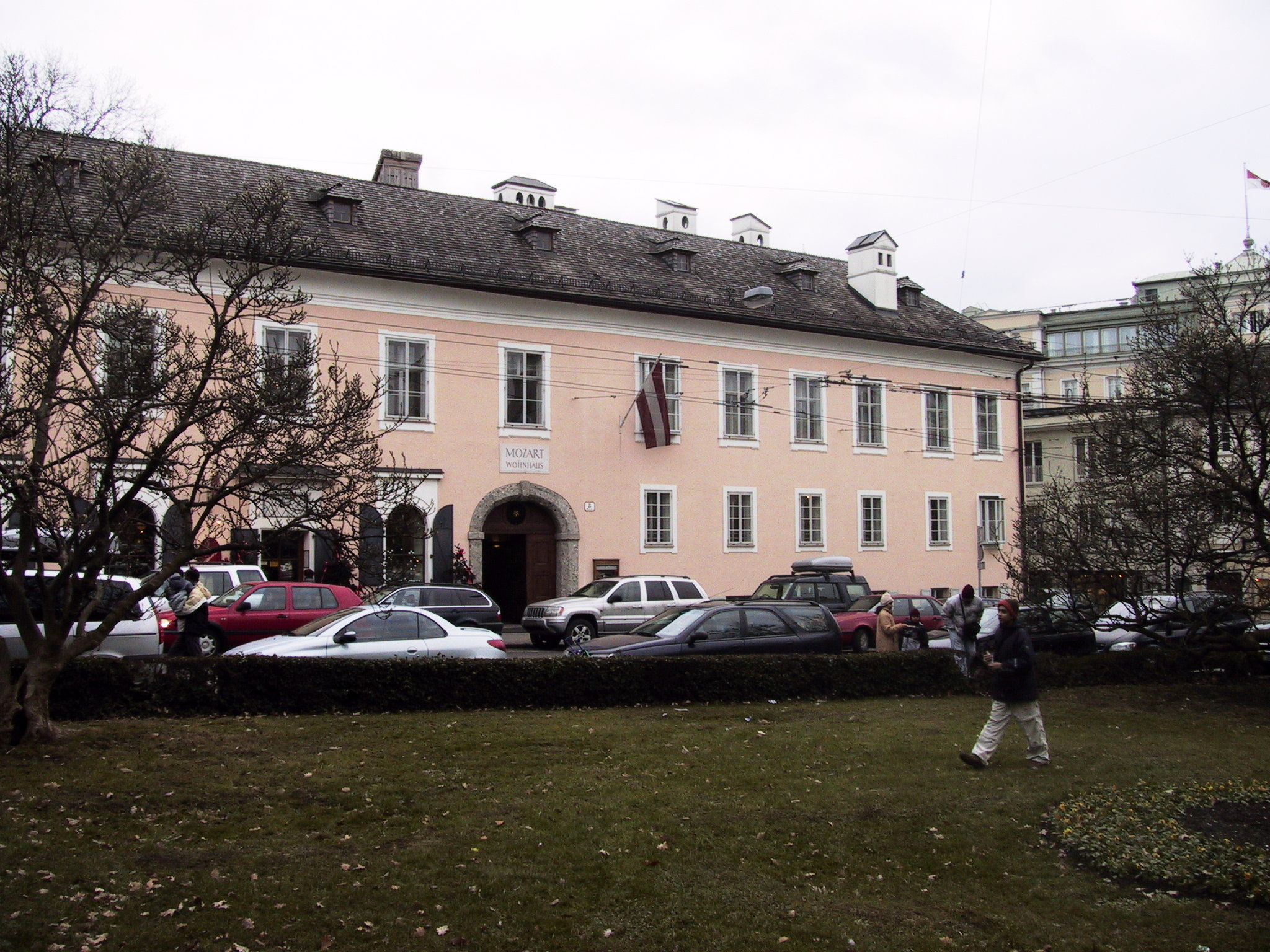
Дом-музей Моцарта на правом берегу

- Музей Заттлера в здании Новой Резиденции.
- Музей в доме, где родился Моцарт.
- Дом-музей Моцарта на правом берегу.
- Рупертинум. Музей современного искусства. Открыт в 1983 году. Помимо постоянной экспозиции в музее организуются сменные выставки современной живописи и фотографии.
- Музей церкви Коллегиенкирхе.
- Музей барокко в саду Мирабель.
- Музей «Дом Природы».
- Музей модерна. Расположен на вершине горы Мёнхсберг. Выставки современной живописи.
- Дворец Хелльбрун.
- Этнографический музей в парке Хелльбрун.
- Музей старейшей семейной пивоварни Stiegl-Brauwelt.

### Театры и концертные залы
- Зальцбургский ландестеатр.

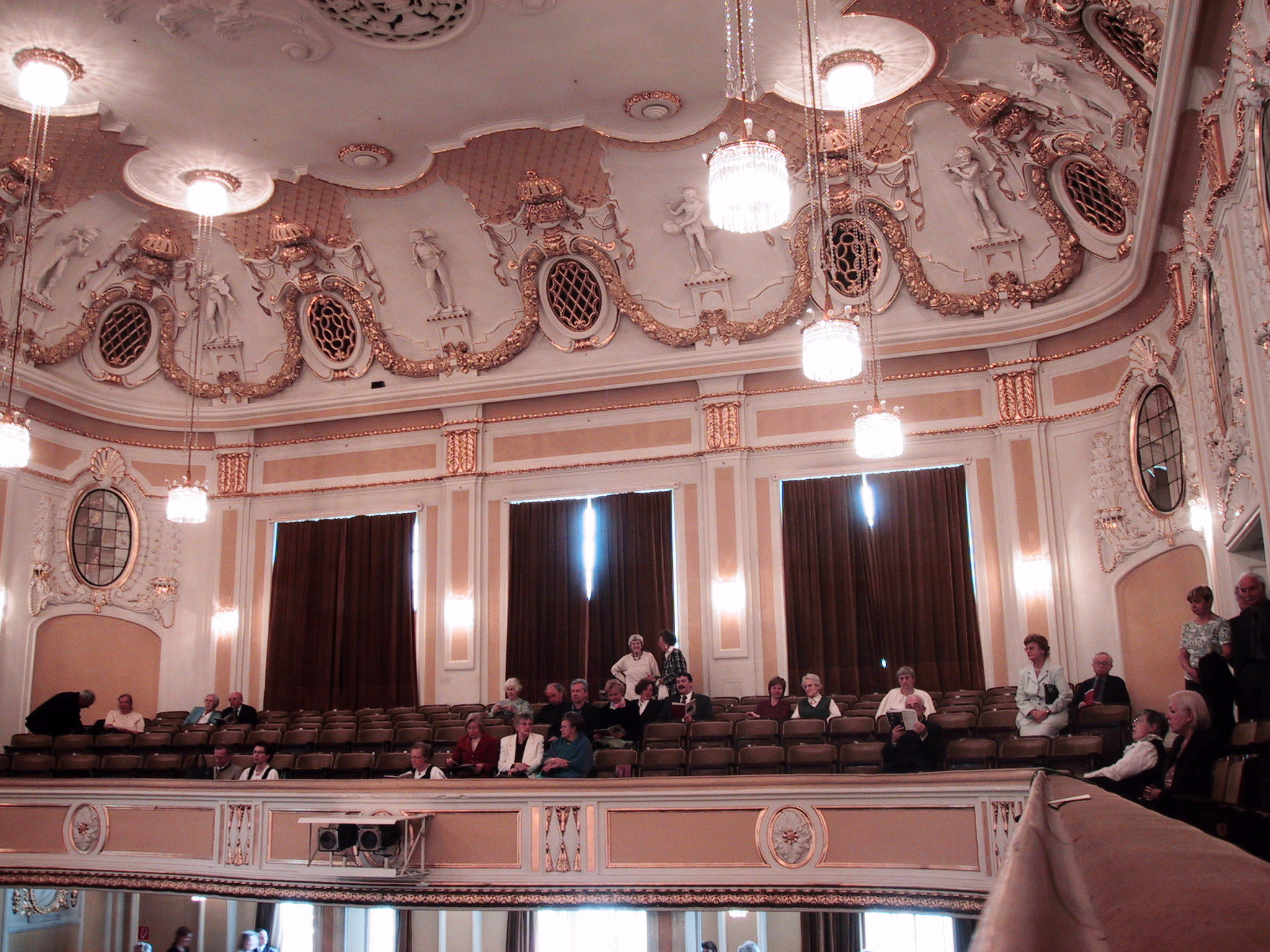
Интерьеры Моцартеума

- Фестивальный комплекс (Малый и Большой фестивальные театры).
- Елизаветинская сцена (актёрский дом Зальцбурга).
- Уличный театр.
- Тойхауз.
- Зальцбургский театр марионеток.
- Сцена «Овал».
- Дом Моцарта.
- Моцартеум.
- Оркестерхауз.

### Музыкальные фестивали
Зальцбург снискал славу одного из главных мировых музыкальных центров. Самым главным музыкальным событием года, безусловно, является Зальцбургский музыкальный фестиваль.
Фестиваль восходит к музыкальным праздникам, устраивавшимся в XIX веке. Первый Моцартовский музыкальный праздник состоялся в 1842 году, однако они проводились нерегулярно. Отсчёт современных фестивалей берёт начало в 1917 году, когда был организован фестивальный комитет и принято решение о ежегодном проведении музыкальных праздников.
В середине 60-х годов XX века была проведена масштабная реконструкция бывших придворных конюшен и школы верховой езды, находящихся рядом с отвесным скалистым склоном горы Мёнхсберг, превратившая старинные здания XVII века в Малый и Большой фестивальные театры. При реконструкции было вырублено более 50 тысяч м³ скальных пород, благодаря чему появилась возможность углубить фестивальный комплекс внутрь скалы. После создания фестивальный комплекс неизменно остаётся главной сценой фестиваля.
Зальцбургский музыкальный фестиваль проводится ежегодно с конца июля по конец августа. В программу входят концерты оркестровой, камерной и церковной музыки; а также постановки опер и музыкальных спектаклей.
В городе также проводятся два более скромных по масштабам музыкальных фестиваля: Пасхальный и Троицкий на праздники Пасхи и Троицы.

## Парки
- Мирабель;
- Хелльбрун;
- Айгнерпарк;
- Ленерпарк;
- Народный парк;
- Пройшенпарк;
- Донненбергпарк;

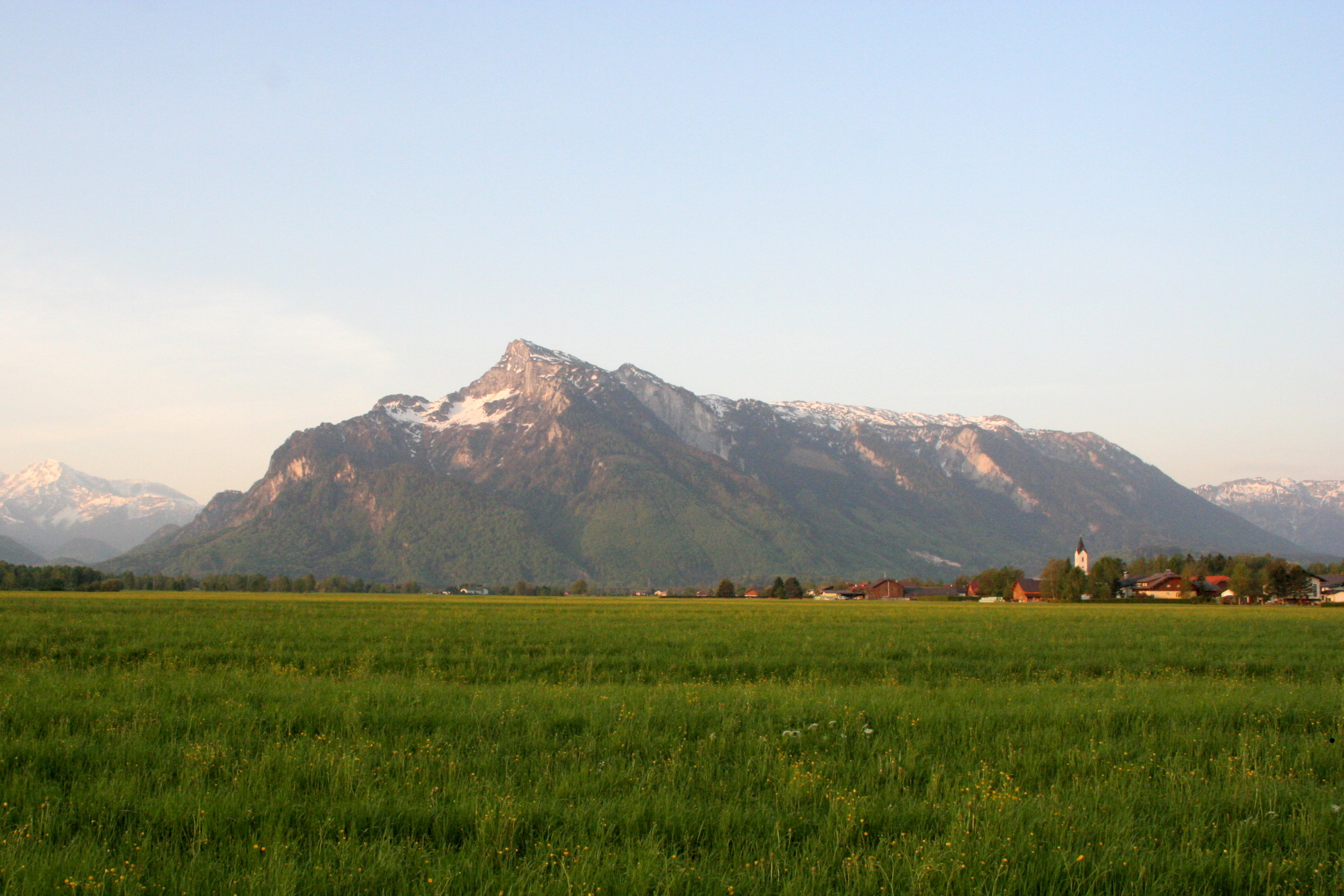
Гора Унтерсберг. Вид из Зальцбурга

- Зоопарк (рядом с парком Хелльбрунн);
- Франца Иосифа
- Доктора Ханса Лейшнера
- Кургартен
- Клаузентор
- Миннесхайм
- Гланспиц
- Лэннер
- Штельц.

## Население
По данным на январь 2022 года, в городе проживало 155 416 человек (4-е место в стране). Плотность населения составляла 2367 чел/км.
| 1869   | 1880   | 1890   | 1900   | 1910   | 1923   | 1934   | 1939   | 1951    | 1961    | 1971    | 1981    | 1991    | 2001    | 2011    | 2021    |
| ------ | ------ | ------ | ------ | ------ | ------ | ------ | ------ | ------- | ------- | ------- | ------- | ------- | ------- | ------- | ------- |
| 27 858 | 33 241 | 38 081 | 48 945 | 56 423 | 60 026 | 69 447 | 77 170 | 102 927 | 108 114 | 129 919 | 139 426 | 143 978 | 142 662 | 145 367 | 155 416 |

## Транспорт

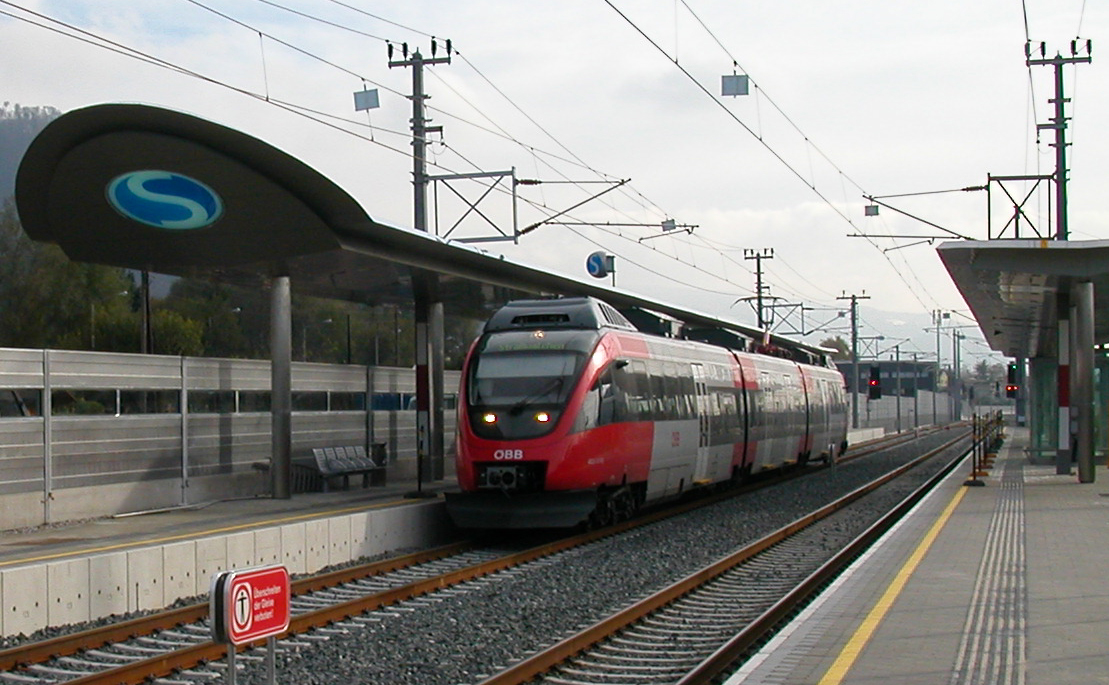
Электричка S-Bahn, курсирующая по маршруту Зальцбург — Зам

Город связан железнодорожным сообщением с такими городами, как Вена, Мюнхен, Инсбрук и Цюрих. Из аэропорта Зальцбурга осуществляются регулярные рейсы во Франкфурт-на-Майне, Вену, Лондон, Амстердам, Цюрих, Дублин, Киев, а также в Москву и Санкт-Петербург.
В центре города есть сеть троллейбусных и автобусных линий (Зальцбургский автобус), которая насчитывает более 20 маршрутов с интервалом движения в 10 минут. Также есть четыре линии электричек S-Bahn: S1, S2, S3 и S11. Электрички отправляются от головных станций каждые 30 минут. Пригородная линия S1 доставляет туристов к музею Тихой ночи, расположенного в городе Оберндорф-Зальцбурге, в 25-ти минутах пути. Ранее существовал зальцбургский трамвай.
Через город проходят железнодорожная магистраль Österreichische Bundesbahnen и автомагистраль Вена — Инсбрук. Кроме того, дороги ведут на юг страны, в сторону Каринтии и на запад, к Мюнхену. Время пути до Вены на поезде 3 часа 15 минут, до Мюнхена 1 час 30 минут.

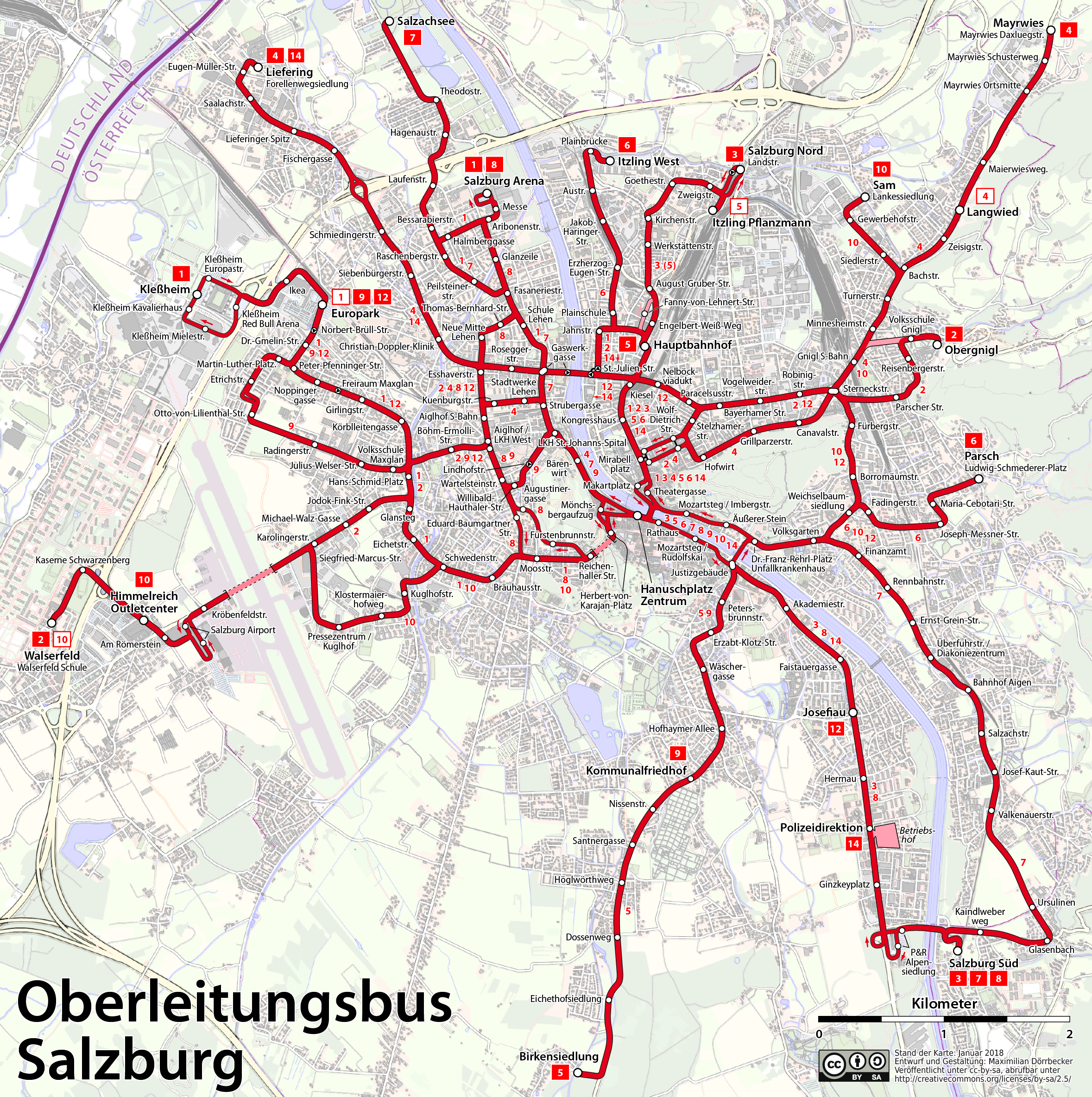

Старый город и крепость Хоэнзальцбург соединены фуникулёром.

## Экономика
Многие века фундаментом экономики Зальцбурга и окрестных городов была добыча, очистка и продажа соли. С XV века начало развиваться производство пива, а также горнодобыча и металлургия. В окрестных горах были заложены золотые и серебряные шахты, также были найдены месторождения цинка и меди. По мере истощения рудников в XVIII-XIX веках структура промышленности менялась в сторону большей роли обрабатывающих фабрик. Интенсивно развивался транспорт и банковское дело. В начале XX века недостаток угля привёл к активному строительству ГЭС на горных реках региона для обеспечения промышленности электроэнергией.

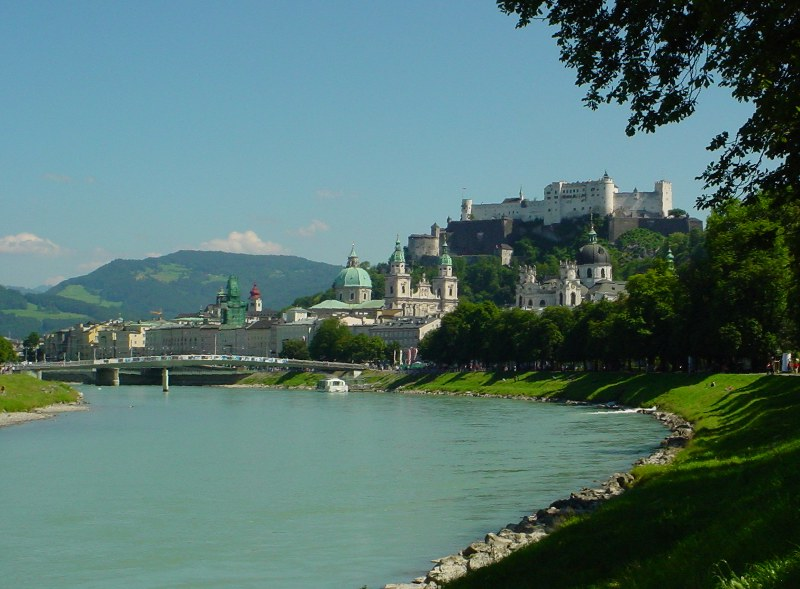
Вид на старый город с реки

Современный Зальцбург — высокоразвитый индустриальный и постиндустриальный город. В городе и окрестностях располагаются многочисленные предприятия автоматизации, высоких технологий, разработки программного обеспечения, телекоммуникационного сектора, индустрии мультимедиа. Штаб-квартира концерна Red Bull GmbH, производящего различные напитки, находится недалеко от города. В центре федеральной земли находятся штаб-квартиры крупнейшего в Европе производителя манипуляторов концерна Palfinger и производителя дверной и оконной фурнитуры MACO. Важнейшую роль в экономике города играют торговля, банковское дело и туризм, ежегодно город посещает до 7 миллионов туристов. Единственной отраслью, играющей важную роль в экономике города со времён средневековья, остаётся производство пива и минеральной воды.
Газовое хранилище «Хайдах» в Зальцбурге — крупнейшее в Австрии и второе по величине в Центральной Европе. Его ёмкость — 2,8 млрд м³.

## Образование

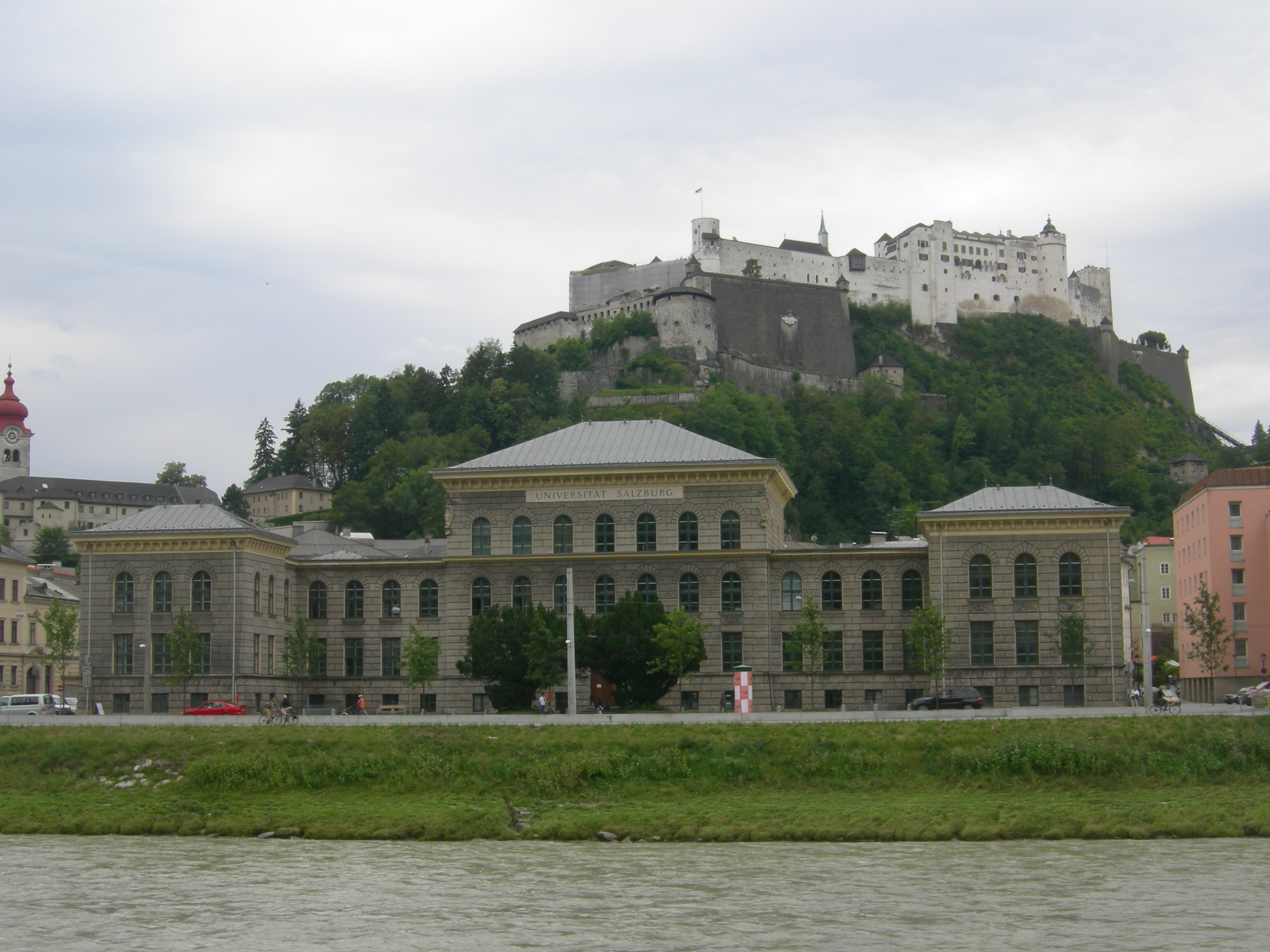
Здание Университета и крепость Хоэнзальцбург

В Зальцбурге располагаются четыре университета:
- Университет Париса Лодрона. Зальцбургский университет был основан князем-архиепископом Парисом Лодроном в 1622 году. В 1810 году он был закрыт баварскими властями, вновь открыт в 1963 году и назван в честь основателя. В городе всегда были очень сильны традиции религиозного образования. В наше время теологический факультет университета очень престижен.
- Музыкальный университет «Моцартеум». Среди множества знаменитых выпускников особенно выделяется дирижёр Герберт фон Караян.
- Частный медицинский университет имени Парацельса. Один из немногих в Австрии частных университетов.
- Политехнический университет.

Кроме четырёх университетов, в городе более тридцати институтов, высших школ, академий и гимназий.

## Спорт

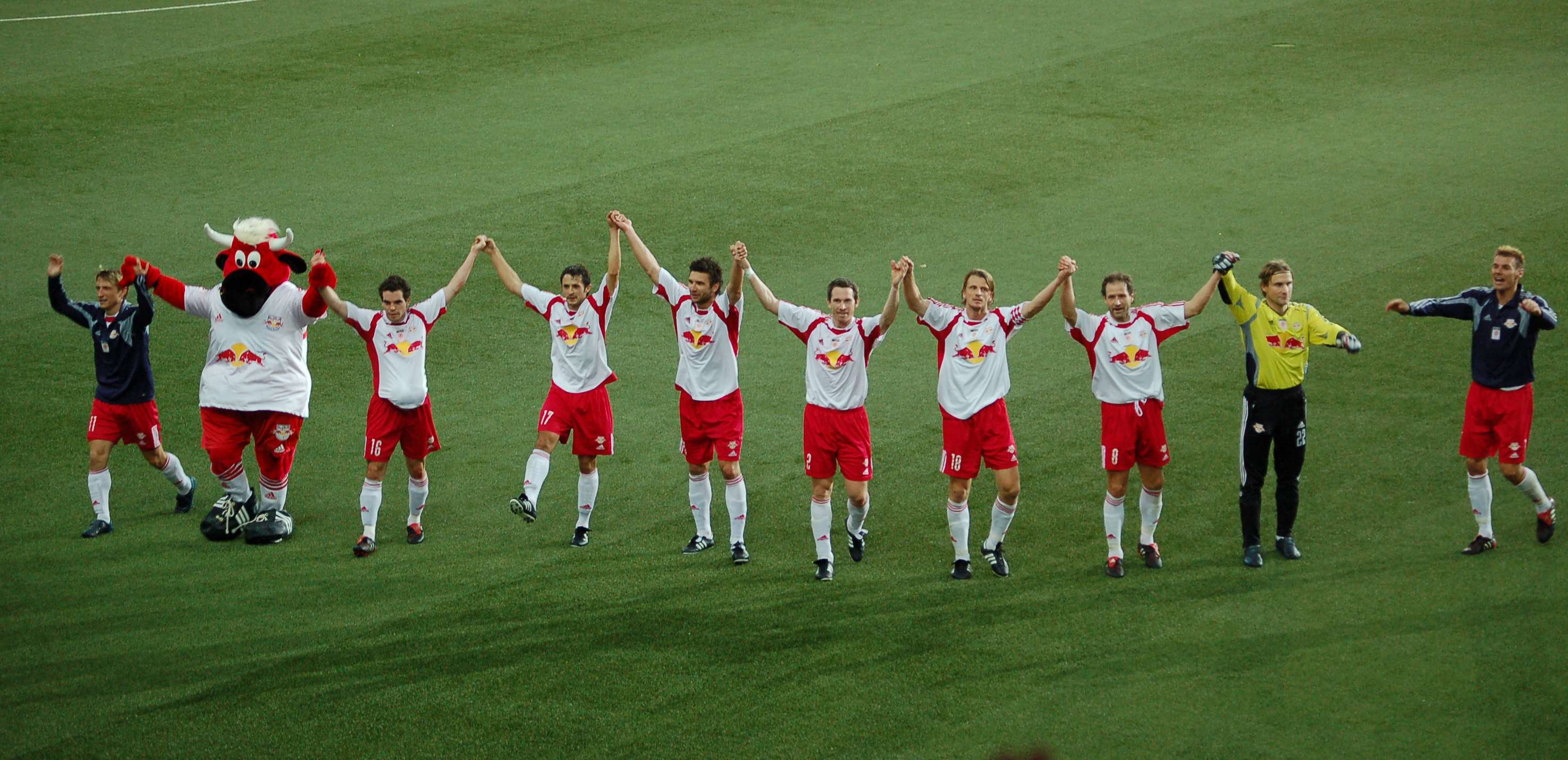
Футбольная команда «Ред Булл Зальцбург»

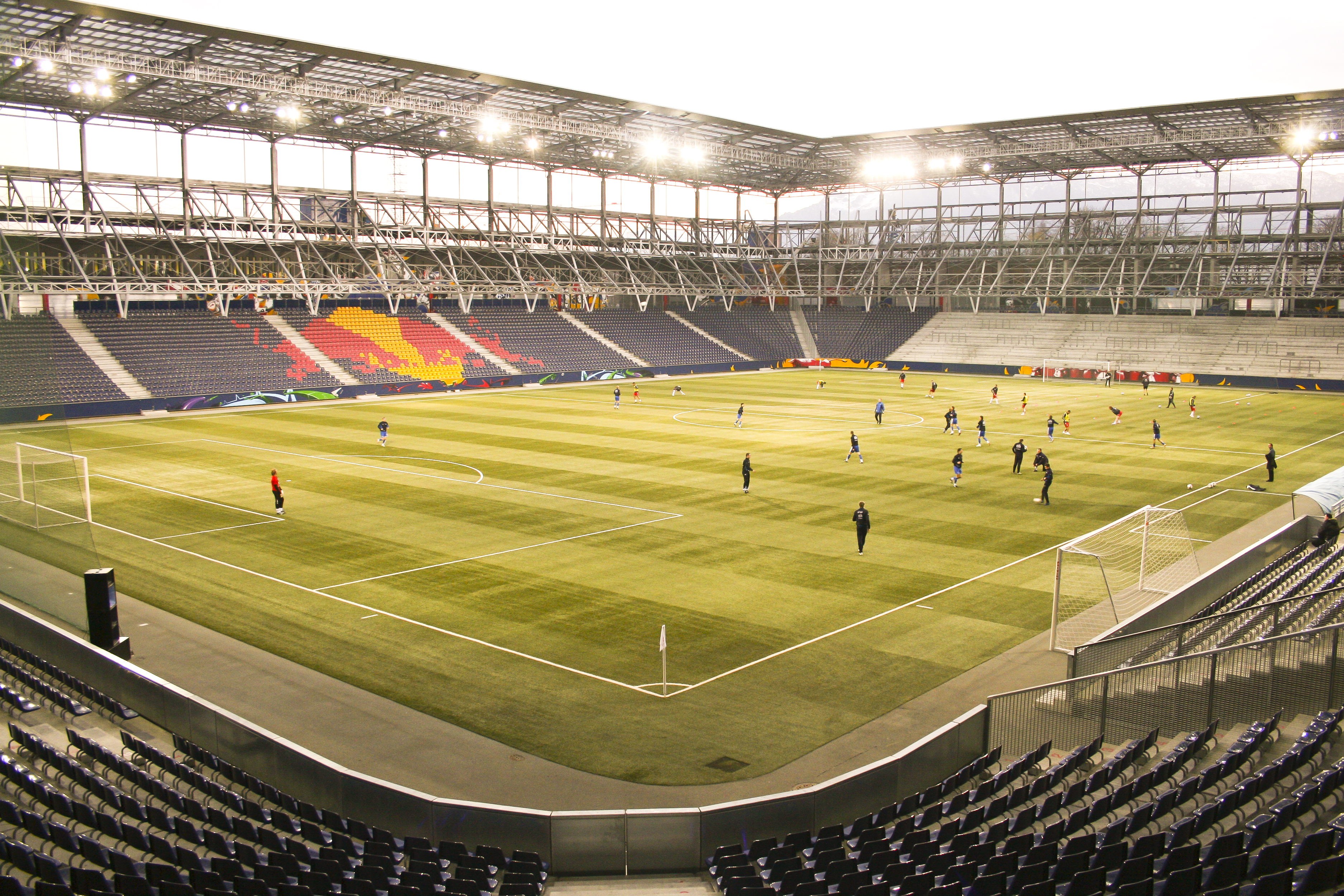
Стадион Вальс-Зиценхайм

Футбольная команда Зальцбург (полное название «Ред Булл Зальцбург» команда принадлежит компании по производству энергетических напитков «Ред Булл») одна из сильнейших в стране, трижды выигрывала чемпионат страны в 1994, 1995 и 1997 году. В 1994 году команда играла в финале Кубка УЕФА. На домашнем стадионе команды «Вальс-Зиценхайм» были проведены 3 матча группового этапа чемпионата Европы по футболу 2008 года, в том числе матч сборной России против сборной Греции.
Хоккейная команда города ХК «Ред Булл Зальцбург» также принадлежит компании «Ред Булл».
В 1996 и 2006 годах город принимал чемпионат мира по велоспорту.
Окрестности предоставляют великолепные возможности для занятия зимними видами спорта, особенно горными лыжами. Зальцбург претендовал на проведение Зимних Олимпийских игр 2010 года, но проиграл на выборах канадскому Ванкуверу. Также город претендовал на проведение Зимней Олимпиады 2014 года, но вновь проиграл, на этот раз российскому Сочи.
Рядом с городом находится гоночная трасса «Зальцбургринг», на которой в 1980—1990-е годы проводились этапы чемпионата мира по шоссейно-кольцевым мотогонкам, а также чемпионатов ДТМ и STW.

## Города-побратимы
- Реймс, Франция (1964)
- Атланта, США (1967)
- Верона, Италия (1973)
- Леон, Никарагуа (1984)

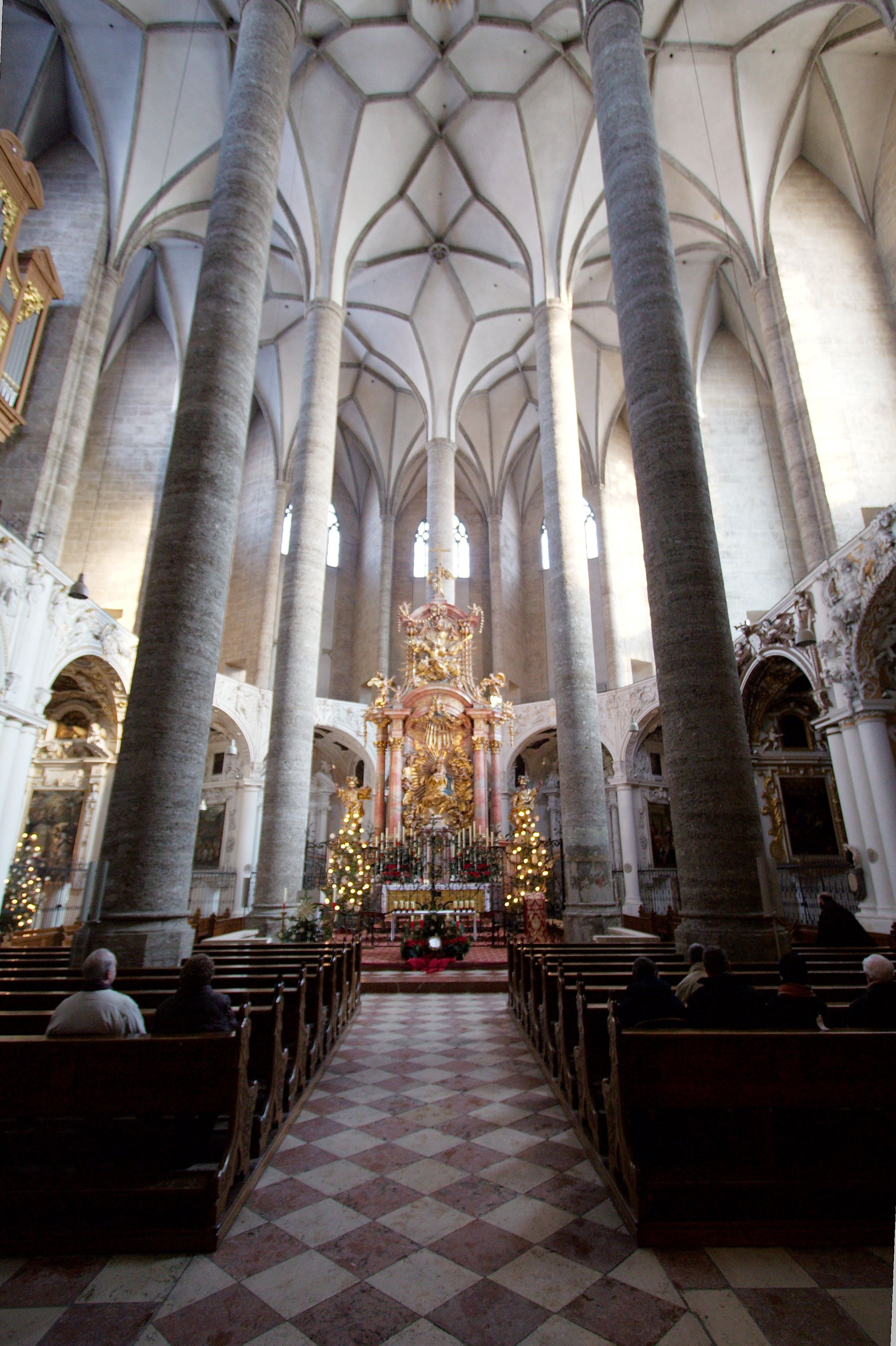
Алтарная часть францисканской церкви

- Сингида, Танзания (1984)
- Вильнюс, Литва (1989)
- Дрезден, Германия (1991)
- Кавасаки, Япония (1992)
- Мерано, Италия (2000)
- Шанхай, Китай (2004)
- Берн, Швейцария (2006)
- Сан-Жуан-да-Мадейра, Португалия (2007)
- Энем, Россия (2016)

## Интересная информация
- Звуки музыки. Знаменитый американский фильм-мюзикл «Звуки музыки» снимался в Зальцбурге, в начале фильма действие разворачивается в городе и его окрестностях.
- Тихая ночь. Самый известный европейский рождественский гимн «Тихая ночь» (Stille Nacht) был написан в 1818 году в деревушке Оберндорф под Зальцбургом местным учителем и священником.

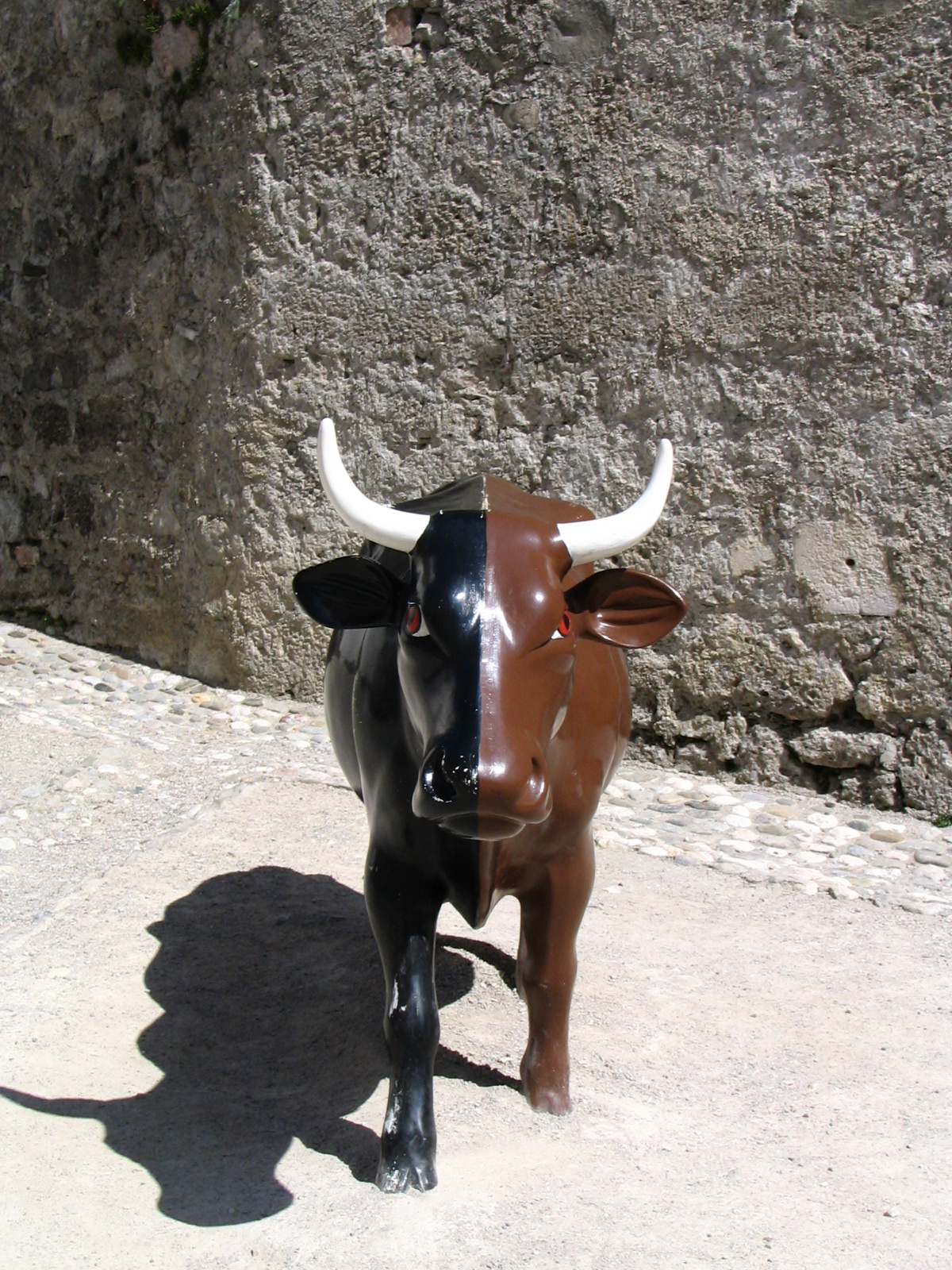
Памятник крашеному быку в крепости Зальцбурга

- Мойщики быков. Старинное прозвище Stierwascher (мойщики быков) было, скорее всего, дано жителям Зальцбурга из-за обычая мыть мясо свежезаколотого скота прямо в быстрой и чистой реке Зальцах. Однако существует легенда, будто во время осады крепости Хоэнзальцбург участниками крестьянского мятежа в 1525 году защитники твердыни сильно страдали от голода, но, чтобы обмануть врагов, красили единственного оставшегося у них быка в разные цвета, как бы случайно показывая его при этом с городских стен. Обманутые неприятели, поверив, что в распоряжении осаждённых имеются обильные запасы продовольствия, удалились, а бык был торжественно отмыт в реке счастливыми жителями.

## Политическая ситуация
Бургомистр коммуны Хайнц Шаден (СДПА, по результатам выборов 2004 года).
Совет представителей коммуны (нем. Gemeinderat) состоит из 40 мест.
- СДПА занимает 19 мест.
- АНП занимает 9 мест.
- Партия BL занимает 6 мест.
- Партия Parteilose занимает 4 места.
- АПС занимает 2 места.